# Scuola Grande di San Giovanni Evangelista
La Scuola Grande San Giovanni Evangelista è una scuola di Venezia, situata nel sestiere di San Polo, presso la chiesa di San Giovanni Evangelista.
È la scuola di più antica fondazione, fra quelle ancora funzionanti sul territorio della città.

## Storia
Fondata nel 1261, la Scuola San Giovanni Evangelista, una delle più ricche e prestigiose di Venezia, era una confraternita di "disciplinati o flagellanti", detti anche Battuti, che riuniva attorno a sé la devozione per il proprio santo patrono, san Giovanni Evangelista. Inizialmente la sua sede era a Sant'Aponal, nel 1301 (o forse nel 1307) si trasferì, nella zona della parrocchia di San Stin, presso la chiesa di San Giovanni Evangelista, fondata della ricca famiglia Badoer e sottoposta al loro giuspatronato.
Qualche anno dopo i Badoer vi costruirono accanto un ospizio per vedove di cui nel 1340 concessero in locazione alla Scuola il piano superiore. Come ricordato nell'iscrizione sotto il bassorilievo posto all'esterno dell'edificio, tra il 1349 e il 1354 i confratelli ristrutturarono gli ambienti per adattarli alle proprie esigenze. La lapide recita: "M.CCCXLVIIII. FO FATO QVESTO LAVORIER P. MISIER LO VARDIAN DE LA SCOLA DE MISER SEN ZANE VANGELISTA E PER LI SOl
CONPAGNI E DELI BENI DELA SCOLA E CON LAIDA D. LI NOSTRI FRARI E FO FATO CON VOLE.TA DEL NOBELE OMO MISER IACOMO BADOER
DITO DA PERAGA POR DEL DITO LOGO E CON COSE.TIMENTO DEI NOBILI OMENI MISIER MARIN BADOER DE SEN IACOMO DEL ORIO E MISER MAR.I
BADOER DE SENTOSTINA E MISER ZANI BADOER DITO DA PERAGA EMISER MAFIO BADOER DESNTOSTINA E MISER FELIPO BADOER
EMISER. ALBE.TIN SO FRAR. TVT.I CAVI E PA.TRO.I. DEL DITO LOGO E P. SIER BO.TOLAMIO DIT. MAZVCO P.COLATOR DEL SOVRADIT. MI.S LO PRIOR."
Nel 1369 la Scuola aveva ricevuto in dono da Philippe de Mézières, cancelliere dei regni di Cipro e di Gerusalemme, un frammento della Vera Croce che aveva a sua volta ricevuto dal patriarca latino di Costantinopoli Pietro Tommaso. La preziosa reliquia, oggetto di una straordinaria venerazione dovuta ai prodigi ad essa collegati, divenne presto l'elemento di prestigio più caratterizzante ed identificativo della Scuola.
Oltre alla croce le insegne della Scuola rimasero comunque sempre, accompagnati talvolta delle iniziali S Z, l'aquila di san Giovanni e il bastone pastorale. Quest'ultimo a memoria di un leggendario episcopato dell'evangelista ad Efeso. Simboli sintetizzati spesso nel solo pastorale ornato da una testa d'aquila sull'estremità del ricciolo. L'insegna veniva posta usualmente sulle proprietà della Scuola ma, dal 1571, fu concesso ai confratelli di poterlo esporre sulle proprie case.

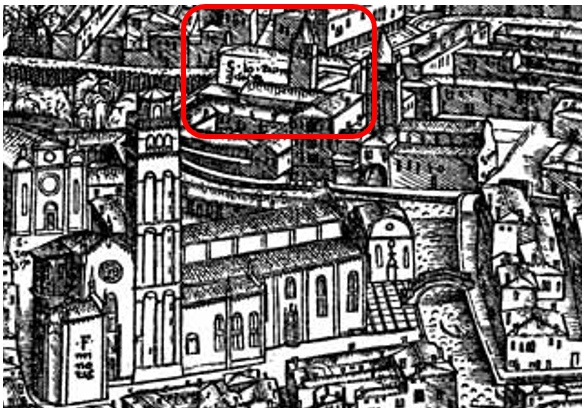
De Barbari, Pianta di Venezia, 1500, particolare

L'incrementato prestigio della Scuola convinse i confratelli ad un ampliamento della e concordato con i Badoer la costruzione di un nuovo ospedale sostitutivo occuparono l'intere edificio e lo riadattarono negli anni tra il 1414-1420. Quest'ultima data è accertata dal fatto che nella stessa commissionarono un primo ciclo di dipinti per decorare le sale, tutti un secolo e mezzo dopo sostituiti da quelli oggi noti. Si trattava di Storie dell'Antico e del Nuovo Testamento ad opera di Jacopo Bellini Le opere ad oggi risultano perdute o disperse ma qualcuno ha tentato di identificarle in una serie di tele dipinte a tempera con pesanti ridipinture successive, ma omogenee per dimensioni e attinenti ai temi ricordati nelle antiche guide, divise tra la Galleria Sabauda di Torino, la collezione Stanley Moss di New York e altre collezioni private, ma provenienti dalla collezione scozzese di William Graham.
Il Consiglio dei Dieci aveva iniziato dal 1467 a marcare delle differenze tra le scuole veneziane definendo le prime quattro scuole di battuti come scolae magnae ovvero Scuole Grandi e le altre, quelle che vengono citate oggi come «scuole piccole», scolae comunes.

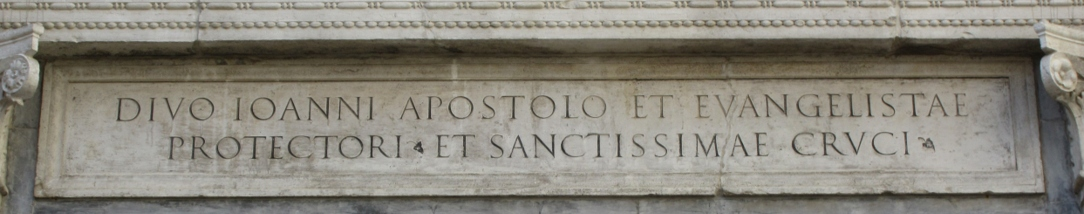
Iscrizione sul septo marmoreo di ingresso nel campiello della scuola

Questa nuova distinzione portò alla decisione di impreziosire la sede con opere ulteriori d'arte e arredo architettonico. Tra il 1478 e il 1481 Pietro Lombardo realizzò il septo che fa da ingresso al campiello della Scuola. Successivamente (1498) si decise di costruire un nuovo scalone di accesso affidandone il progetto a Mauro Codussi. E poco prima si era anche deciso di collocare nella Sala Grande della confraternita una serie di teleri sui miracoli della reliquia della Croce a Venezia, alla cui creazione furono chiamati, tra il 1496 e il 1501, alcuni dei principali artisti attivi in città. Gentile Bellini dipinse tre teleri, due ne eseguì Giovanni Mansueti, uno Vittore Carpaccio, uno Lazzaro Bastiani e uno Benedetto Diana. Un nono era stato dipinto dal Perugino, ma non si è conservato; tutti gli altri sono ora conservati nelle Gallerie dell'Accademia.
Nel Cinquecento intervenne anche Tiziano, dipingendo la Visione di san Giovanni Evangelista (ora alla National Gallery di Washington) per il soffitto della Sala dell'Albergo.
Tra 1727 e 1762, un altro artista, Giorgio Massari, fu chiamato a dare alla Sala Capitolare l'aspetto attuale; nello stesso secolo Jacopo Guarana dipinse per la scuola una Visione dei sette angeli e dei sette vasi.
Dopo cinque secoli e mezzo di attività, a seguito del decreto Napoleonico del 1806 di, la Scuola di San Giovanni venne soppressa assieme a tutte le confraternite e privata di tutti i suoi beni. Si salvò soltanto la reliquia della croce grazie all'interessamento di Giovanni Andrighetti, l’ultimo Guardian Grande.
Sotto il nuovo governo asburgico si era pensato di demolire gli edifici per costruirvi delle case a scopo speculativo e qualcuno aveva progettato di smontare il pavimenti della sala capitolare per ricollocarlo in qualche palazzo o chiesa austriache, ma nel 1830, il ricco imprenditore Gaspare Biondetti Crovato iniziò le trattative per rimettere il complesso in mano ad un gruppo di fedeli. Soltanto nel 1855 la richiesta venne accolta. La Pia Società per l’Acquisto della Scuola Grande di San Giovanni Evangelista, costituita allo scopo da 83 generosi cittadini, firmò l'atto di compravendita nel gennaio 1856 e, dopo i primi restauri, la Scuola fu ufficialmente riaperta il 27 dicembre 1857.
Nel 1877 gli immobili furono trasferiti alla Corporazione delle Arti Edificatorie di Mutuo Soccorso che nel 1892 cambiò il nome in Società delle arti Edificatorie di Mutuo Soccorso nella Scuola Grande di San Giovanni Evangelista.
Il 17 febbraio 1929 questa società deliberò a sua volta la ricostituzione a pieno titolo della Scuola Grande di San Giovanni Evangelista e ne chiese l'erezione canonica.
Il 7 marzo 1931 papa Pio XI concede alla Scuola Grande San Giovanni Evangelista il titolo di Arciconfraternita.

## Statuto

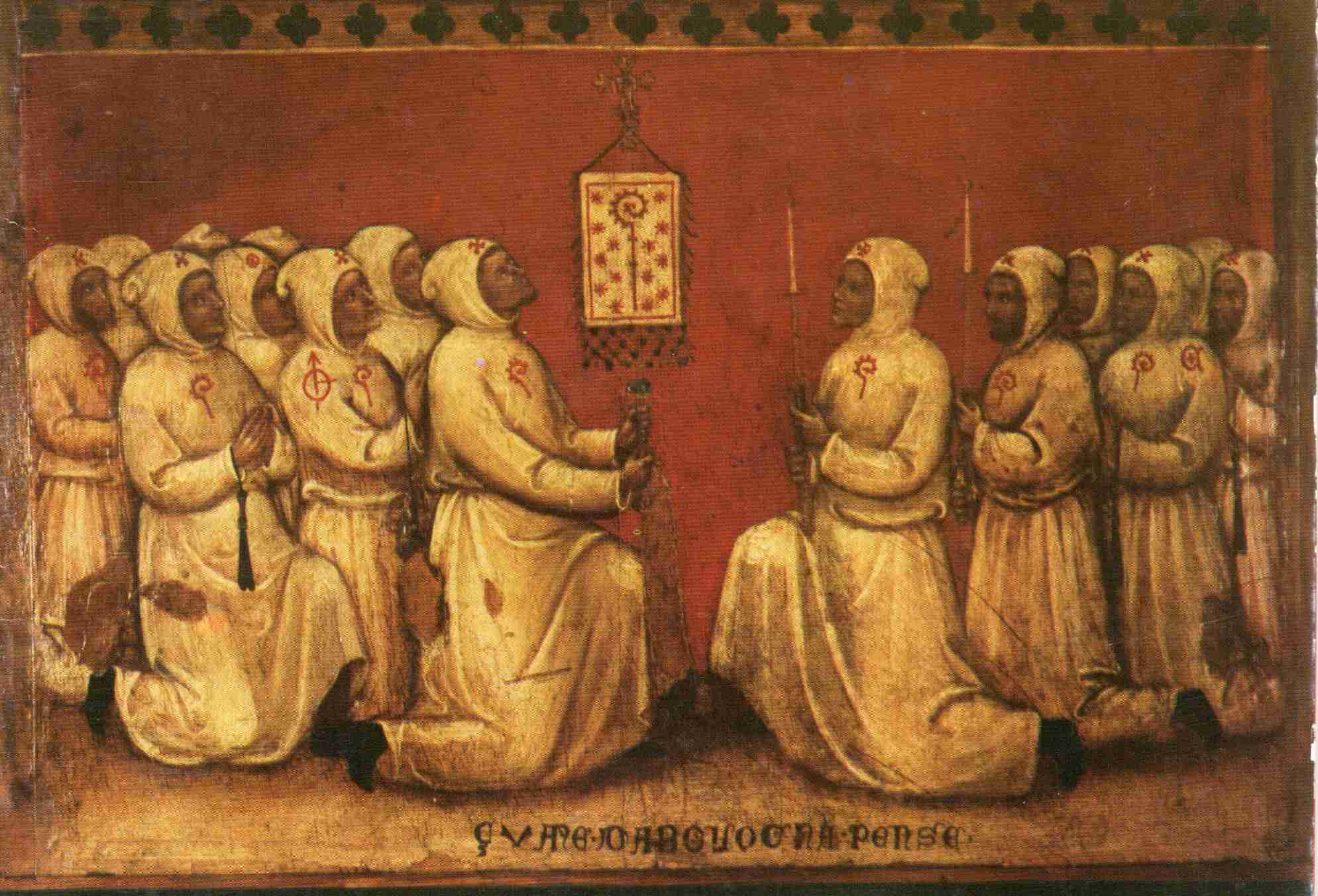

Il 3 luglio 1979 il patriarca di Venezia card. Marco Cè approva il nuovo statuto della Arciconfraternita Scuola Grande di San Giovanni Evangelista.
Ecco gli articoli più importanti:
art. 2:. Il Sodalizio ha i seguenti scopi:
a) il culto della SS. Croce e di San Giovanni Evangelista suo patrono;
b) il suffragio per gli iscritti defunti;
c) la diffusione della dottrina cattolica con idonee manifestazioni culturali (conferenze, lezioni, ecc.);
d) la formazione dei sodali all'esercizio della carità spirituale e materiale verso i confratelli e i bisognosi;
e) la conservazione della monumentale sede della Scuola e delle opere d'arte ad essa appartenenti.
art. 5: La Scuola è depositaria della preziosa Reliquia della SS. Croce, racchiusa in un artistico reliquiario gotico e ceduta dai conti Marcello con atto 26 luglio 1929 n. 653 di rep. del notaio Antonio Candiani di Venezia al Patriarca di Venezia Card. Pietro La Fontaine che l'ha affidata alla Scuola. Essa è la stessa Reliquia che venne donata nel 1369 alla Scuola, che per secoli l'onorò di culto particolare.
art. 8:  La Scuola celebra con particolare solennità:
1) la Festa della Esaltazione della Croce (14 settembre);
2) la festa di San Giovanni Ev. (27 dicembre).
Ogni anno, nel mese di novembre viene celebrata una Liturgia eucaristica a suffragio dei confratelli e delle consorelle defunte

## Descrizione

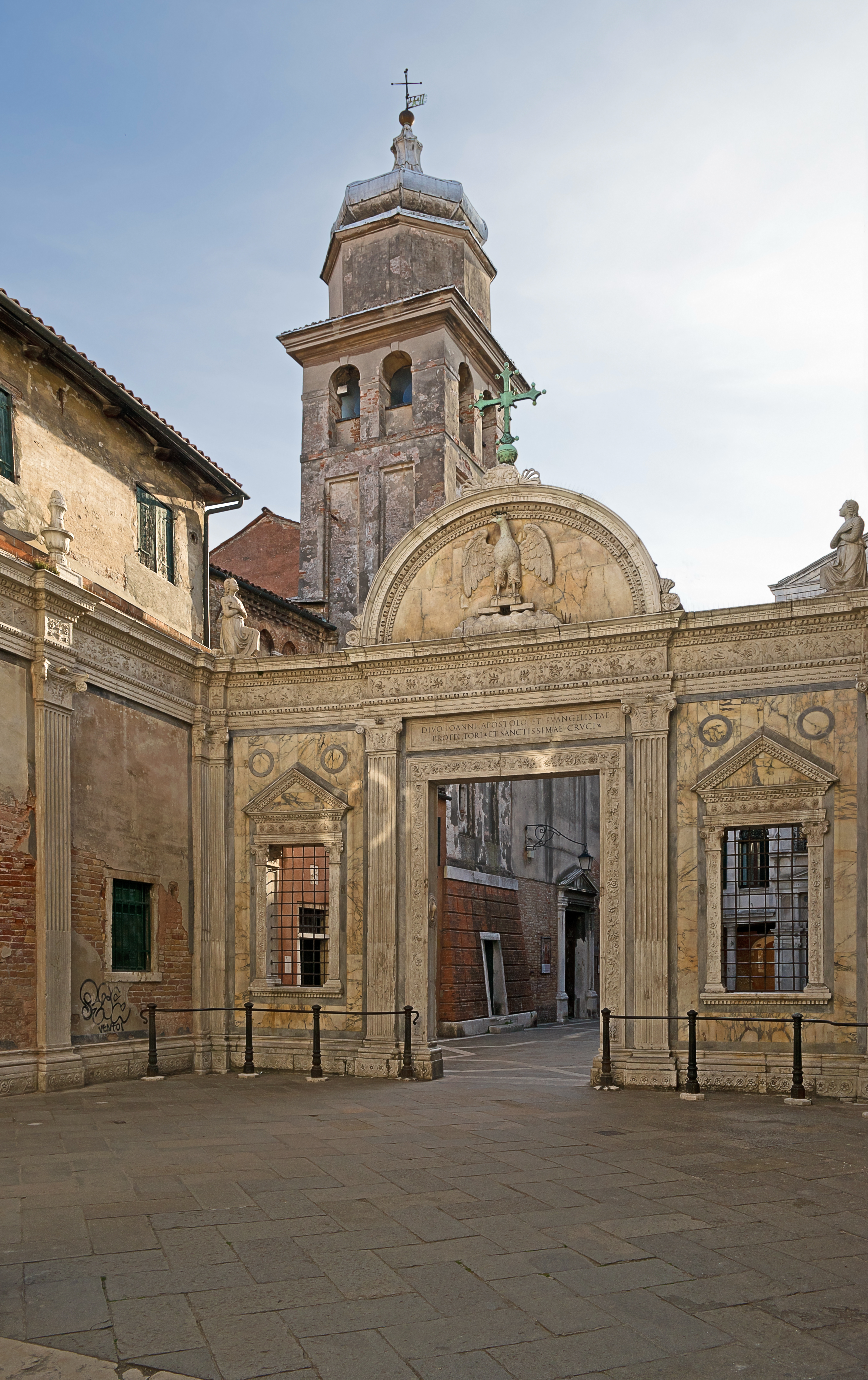
Il setto di Pietro Lombardo e la chiesa di San Giovanni Evangelista

### Esterni
Il complesso della Scuola Grande è accessibile attraverso il portale del setto, che chiude il campiello sul quale guarda la facciata con l'ingresso.
È proprio il setto l'elemento architettonico che conferisce importanza artistica all'esterno del complesso, impressionando, con i suoi decori scultorei rinascimentali, chi passa per la stretta Calle de l'Ogio; sulla struttura architravata, centralmente, è posta una lunetta con i simboli scolpiti della scuola: una grande aquila (simbolo dell'evangelista), posata su tre libri e sovrastata da croce.
A destra del setto è posto l'edificio, che si struttura dapprima su due piani nel palazzo dov'è posizionato l'atrio, per poi ampliarsi posteriormente nel grande edificio di tre piani, dove ha luogo la Sala Capitolare. Sul portale d'ingresso rettangolare, oltre ad un mascherone centrale, sono presenti negli angoli dell'architrave due piccoli bassorilievi con frati inginocchiati nell'atto di pregare, mentre alla sinistra dell'ingresso si trova un bassorilievo di grandi dimensioni con, in alto, Madonna con Bambino e, inquadrati sotto, i confratelli della Scuola Grande riuniti in preghiera davanti al santo protettore. Le aperture del piano nobile sono monofore a sesto acuto.

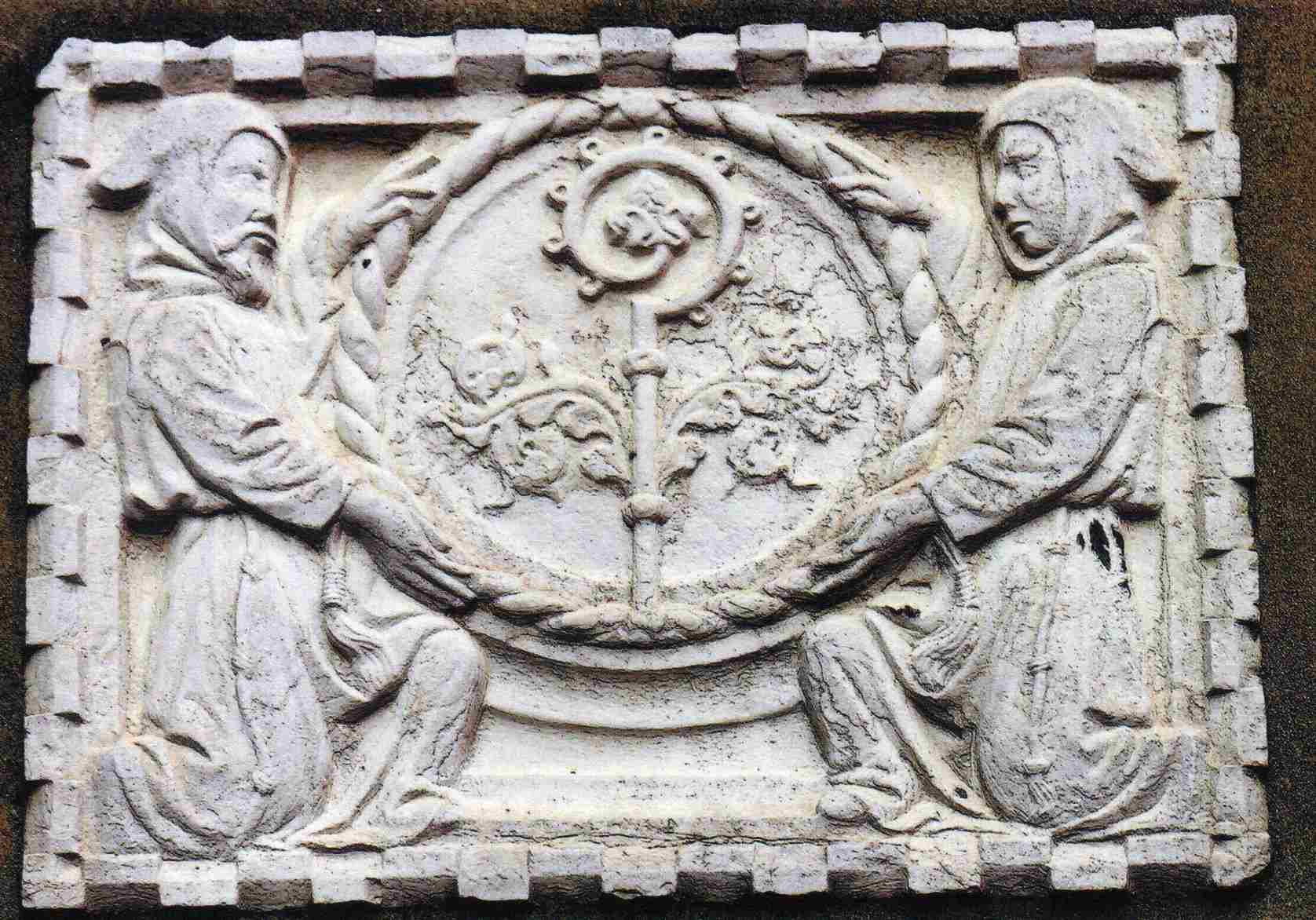
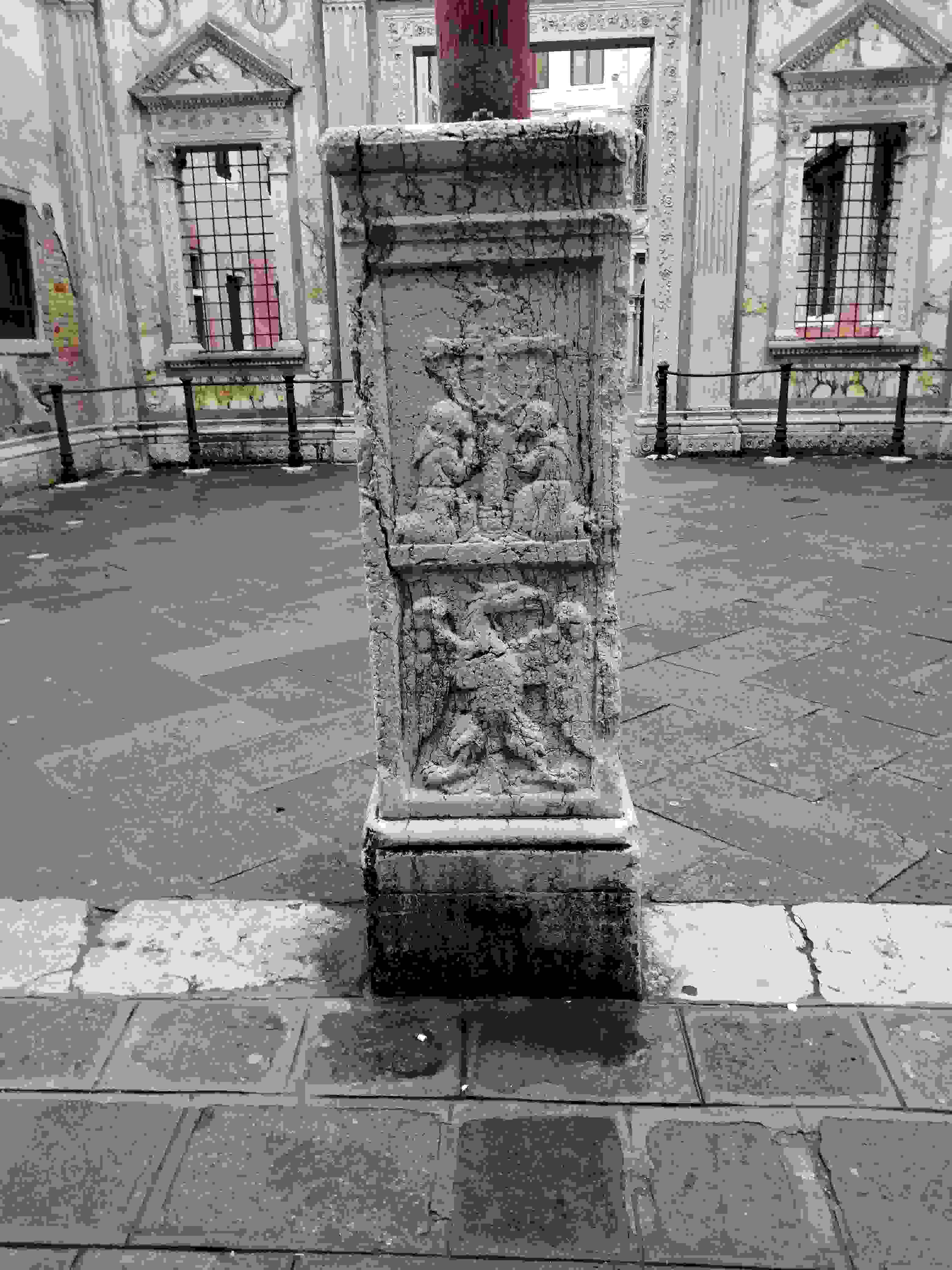
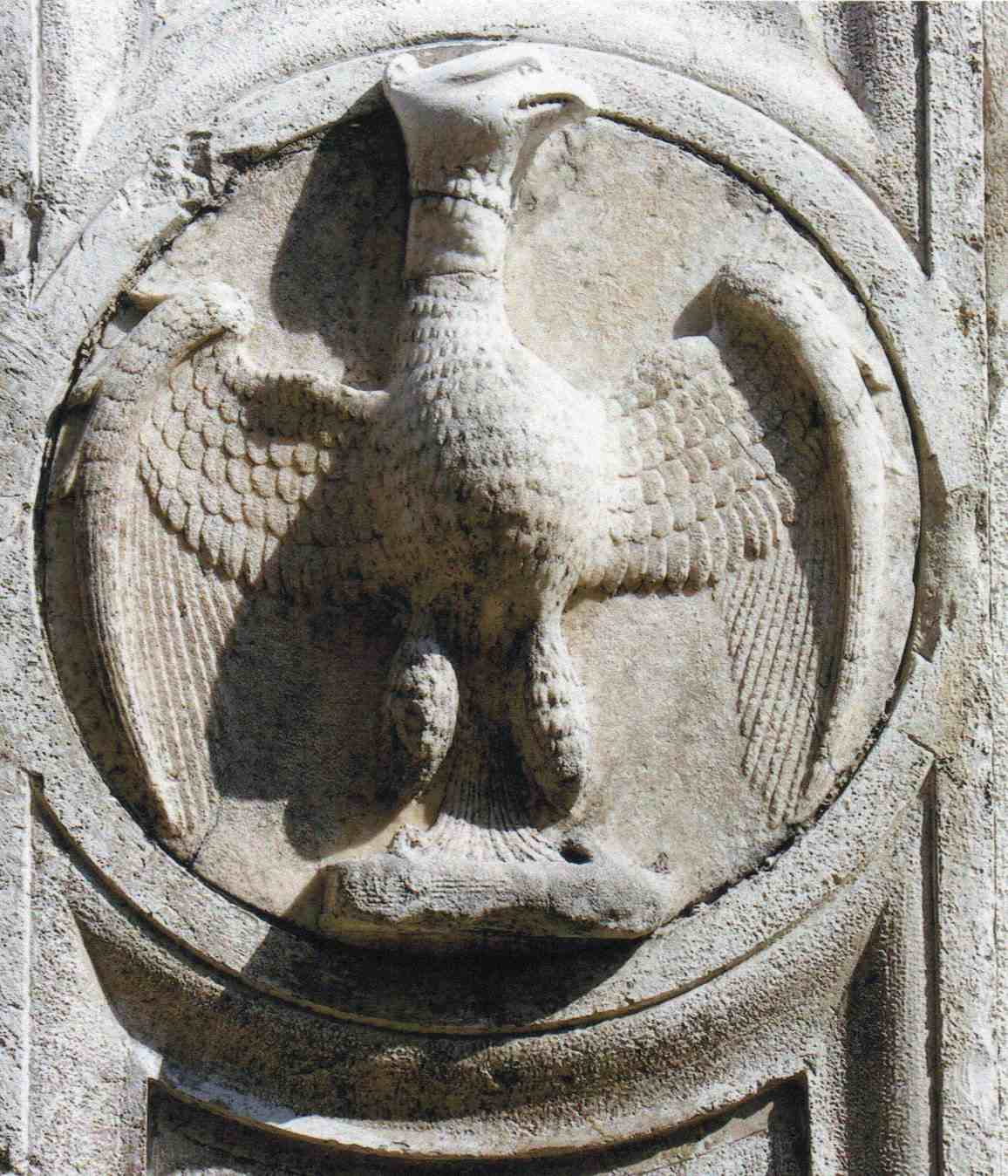
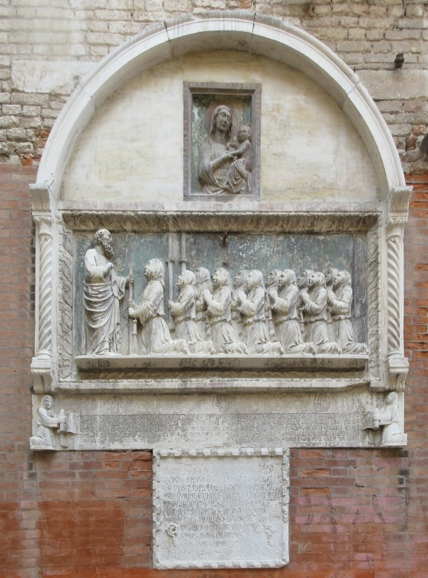
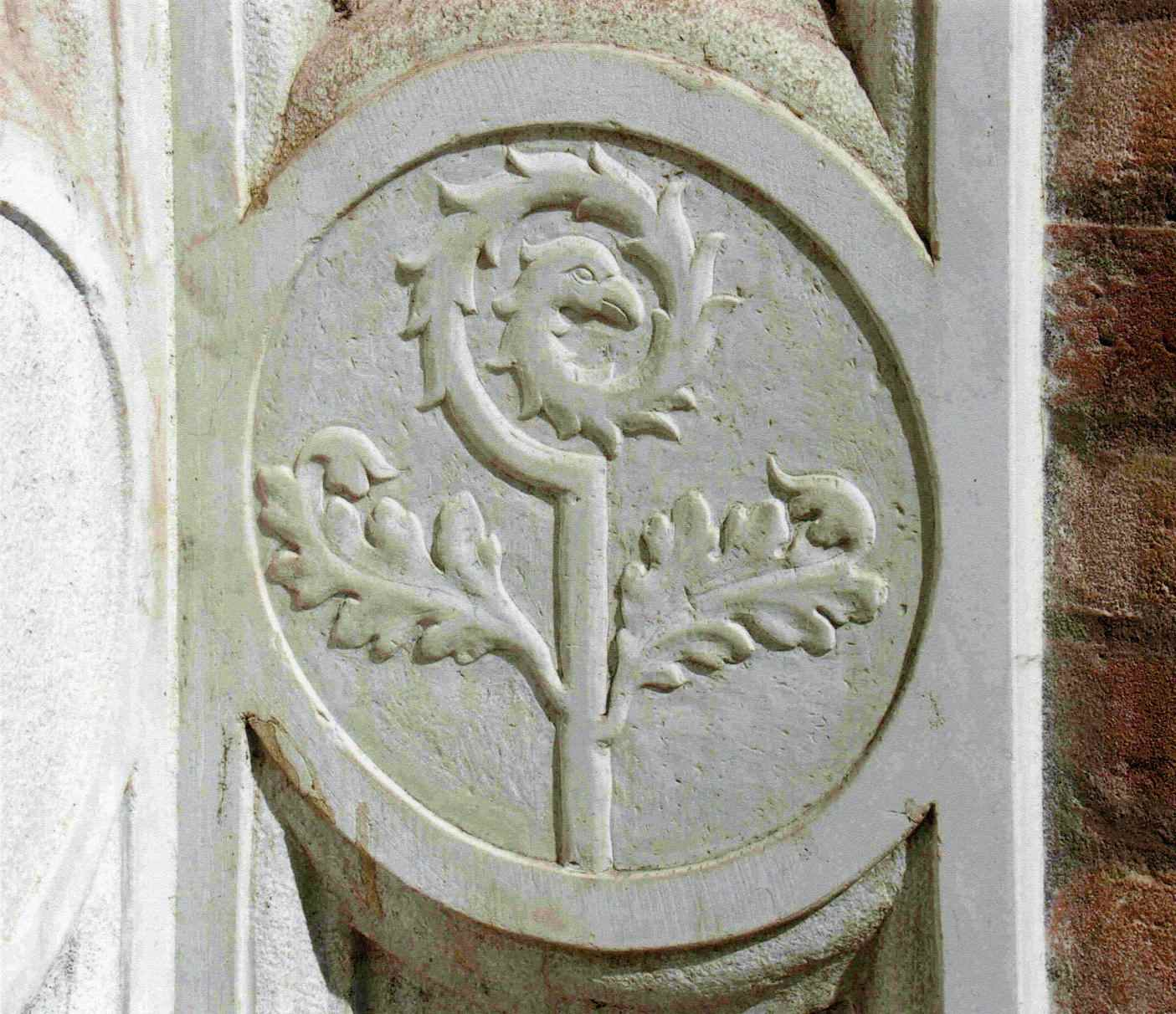
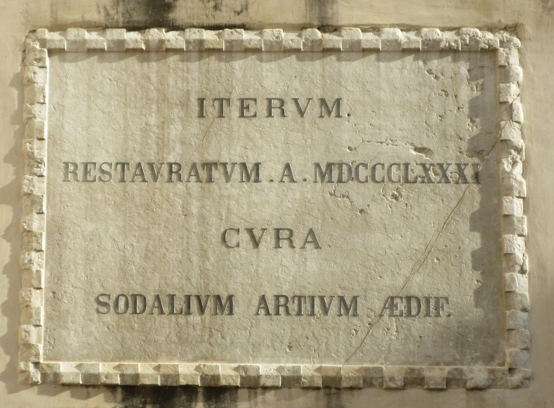

### Interni
Scalone monumentale
È un capolavoro del bergamasco Mauro Codussi, che ripropose la soluzione a due scale convergenti, già adottata per la Scuola di San Marco. Coperte da volte a botte e fiancheggiate da dossali di pietra scura, le rampe si allargano verso l'alto con un gioco prospettico esaltato dalla cupola finale e dalla luce di un'ampia bifora ad arco. L'architettura nitida e la magnificenza della decorazione plastica ad intagli ed a niello rispecchiano la funzione di accesso solenne ed ufficiale alle sale di rappresentanza, di culto e di governo.
Sala Capitolare (o di San Giovanni)
All'interno, il luogo di maggior interesse è la Sala Capitolare, capolavoro di Giorgio Massari, rifatto tra il 1727 e io 1757.  Il salone per l'assemblea dei confratelli si presenta vasto e luminoso grazie al soffitto rialzato all'altezza 11 metri, illuminato in alto da dodici finestre ovali di grandi dimensioni: alle finestre circolari sono aggiunte delle bifore di imitazione codussiana. Il sontuoso pavimento è decorato da superfici marmoree policrome. Il salone culmina nell'altare di San Giovanni Evangelista, dov'è rappresentato il Santo, ispirato da un angelo mentre è nell'atto di scrivere il suo Vangelo.
Molte tele ornano le pareti col ciclo pittorico Vita di San Giovanni Evangelista, mentre un grande riquadro nel soffitto rappresenta l'Apocalisse.
Oratorio della Croce

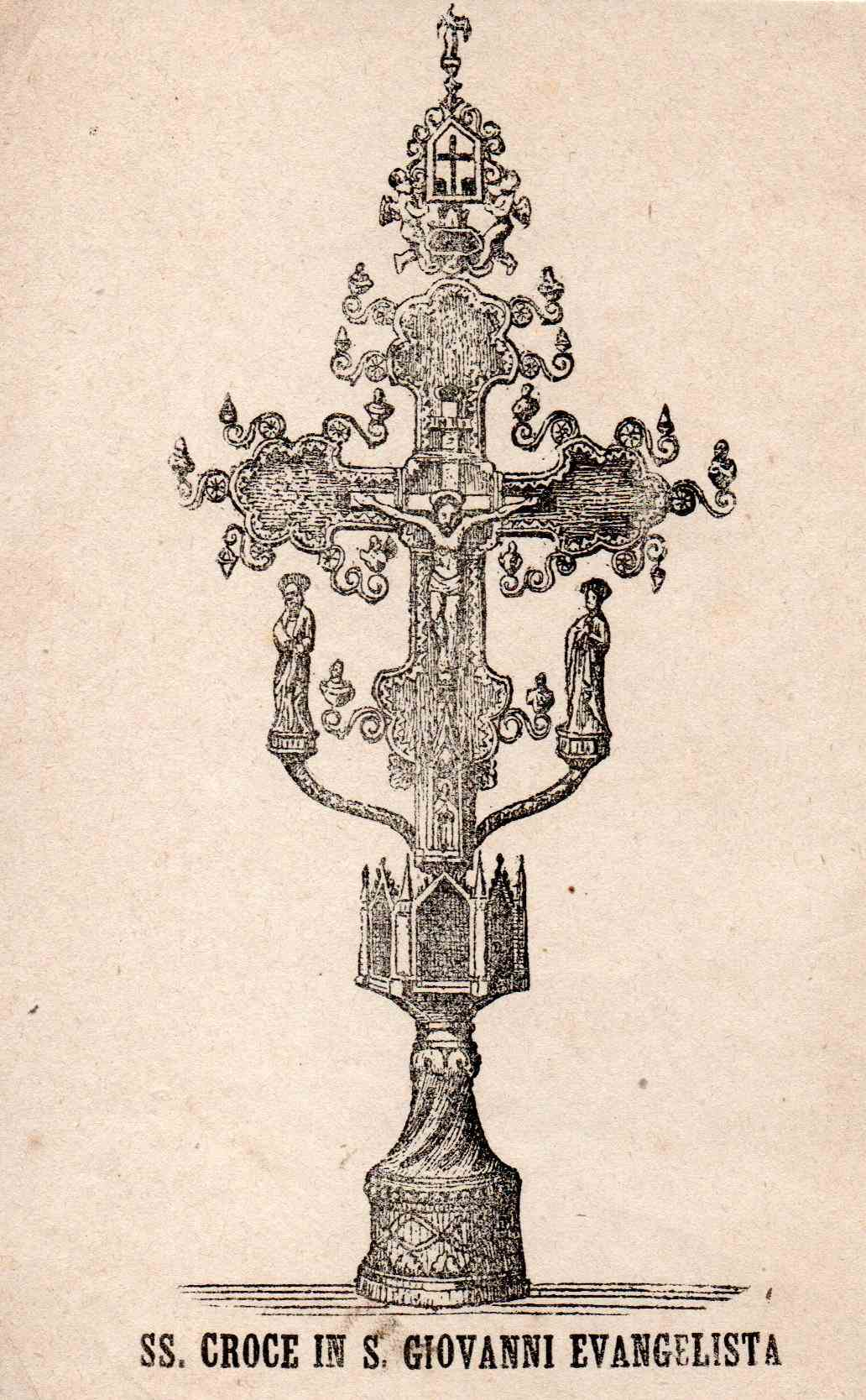
Reliquiario della Croce

L'oratorio interno alla Scuola Grande è il luogo in cui si custodisce dal Trecento la reliquia della Santa Croce, oggetto del culto della comunità nei secoli, nonché ispiratrice della grandi tele di Gentile Bellini. La reliquia della croce fu donata nel 1369 alla Scuola Grande da Filippo de Mezieres, Gran Cancelliere del Regno di Cipro e Gerusalemme, che ne disponeva in quanto esecutore testamentario del patriarca di Costantinopoli al quale l'avevano affidata alcuni monaci siriani. Il reliquiario gotico in argento dorato è un capolavoro di oreficeria veneziana, che riproduce la forma della croce. Ai lati del Crocifisso, la Vergine e San Giovanni Evangelista, secondo la tradizione iconografica risalente al V secolo, ed una fitta decorazione a fogliame, viticci e figure angeliche. Nell'estremità superiore, entro una teca pentagonale, alla base della quale vi è una grande pietra rossa ottagonale incastonata, è posta l'insigne Reliquia della Croce, affiancata da due angeli genuflessi e sormontata da un angioletto recante tra le braccia il sudario della Veronica. La croce misura cm 79 di altezza e cm 34 di lunghezza.
La croce veniva occasionalmente infissa sull'asta di legno intagliato e policromo, che si trova accanto all'altare, per essere esposta nelle processioni religiose e civili come simbolo prestigioso della devozione e della ricchezza della scuola.
Questo ambiente fu rimaneggiato nel Settecento, sulla scia dei lavori della Sala Capitolare, oltre ad essere spogliato delle tele del Bellini, trasferite alle gallerie dell'Accademia.
Altre sale
Molti importanti ambienti sono posti attorno al salone principale e al pian terreno; alcuni degni di nota sono:
- la Sala dell'Albergo: questa camera è importante, perché conserva il suo assetto cinquecentesco ed è corredata di quattro grandi tele di Palma il Giovane, realizzate tra 1581 e 1582.
- la Sala delle Colonne: sala che prende il nome da cinque grandi colonne in pietra; essa mantiene le fattezze quattro-cinquecentesche.

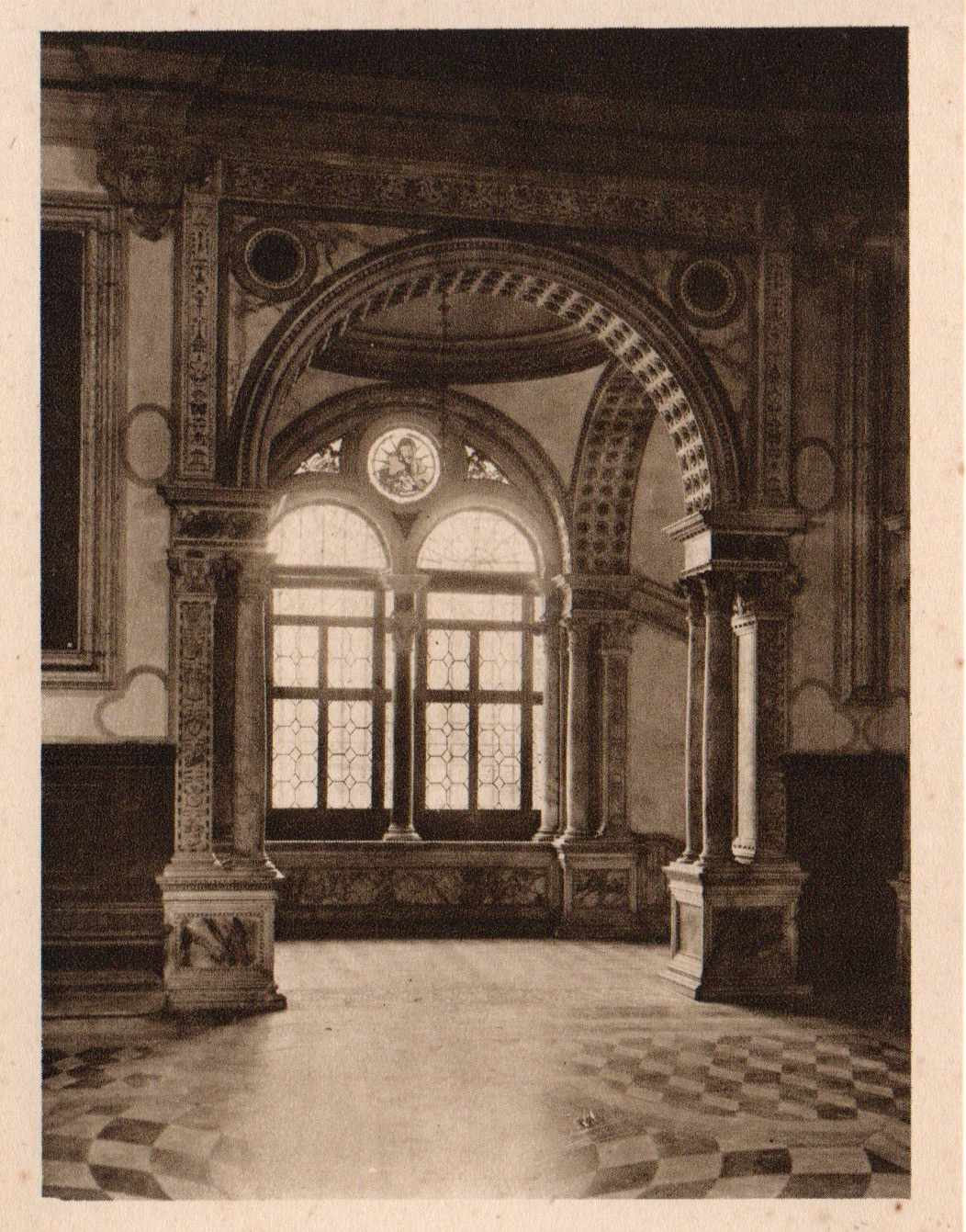
Atrio
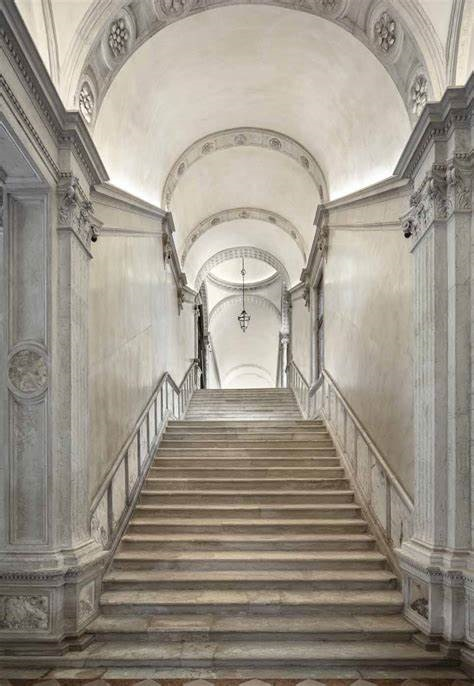
Scalone monumentale
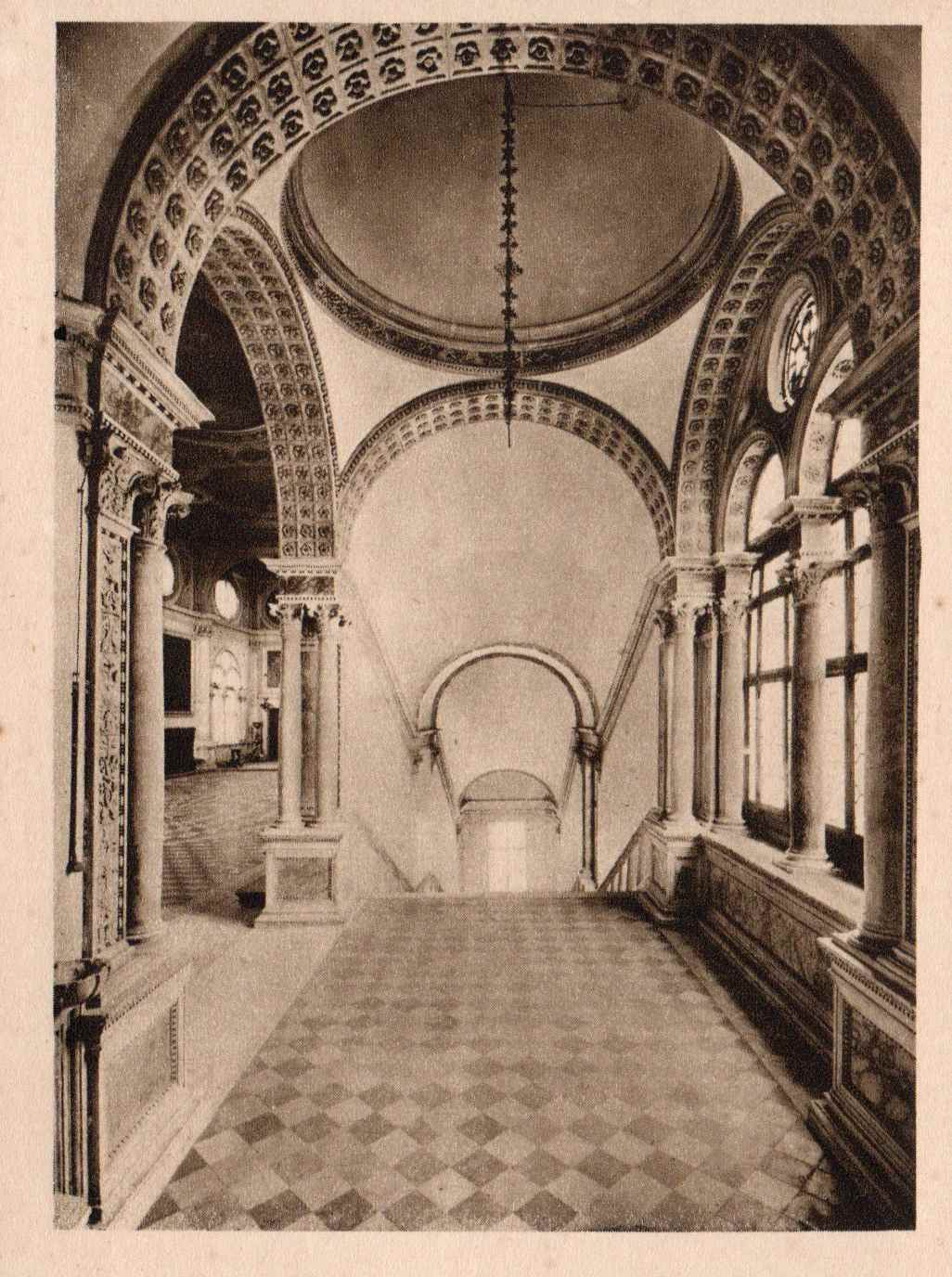
Scalone monumentale
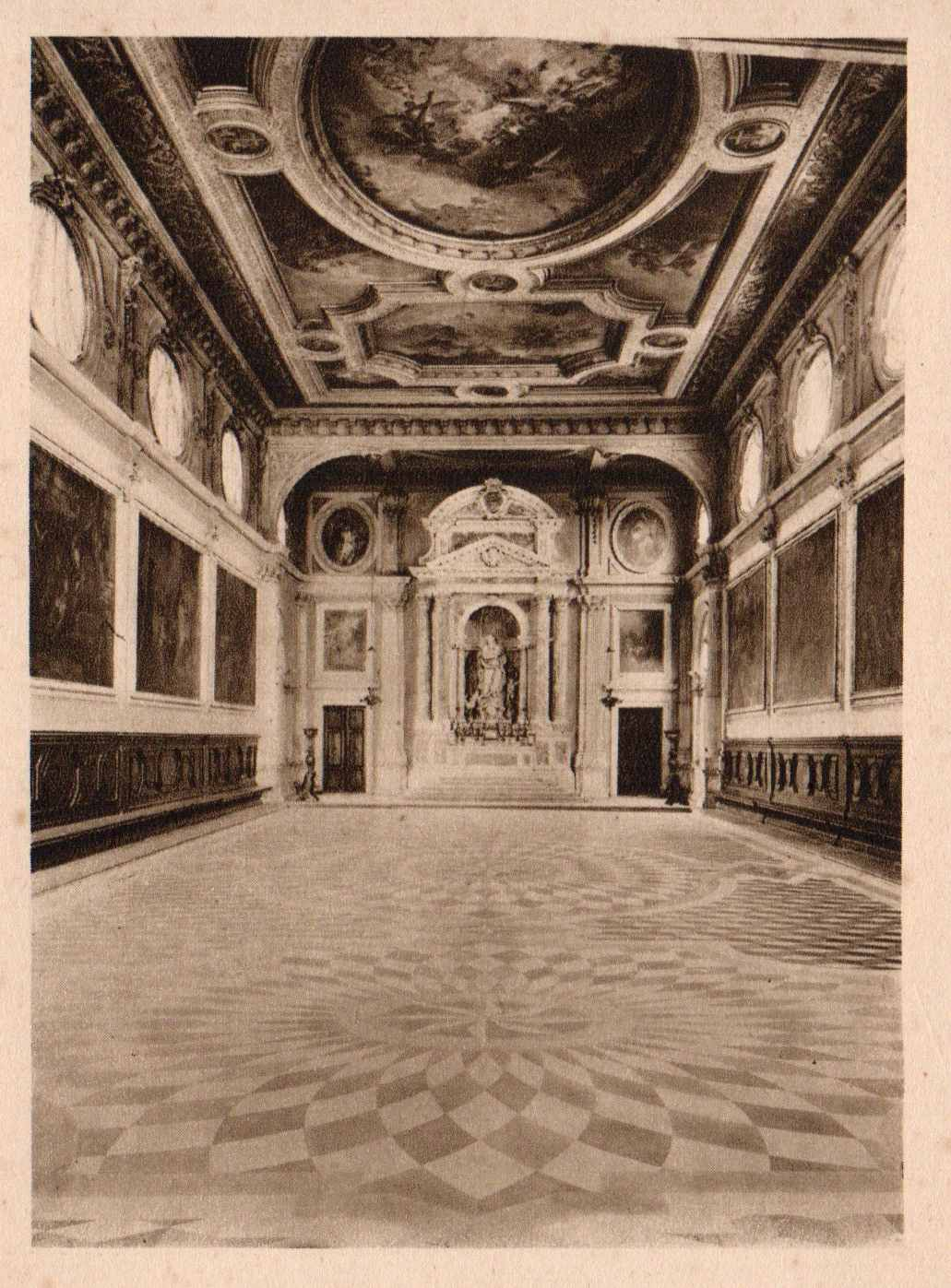
Sala capitolare
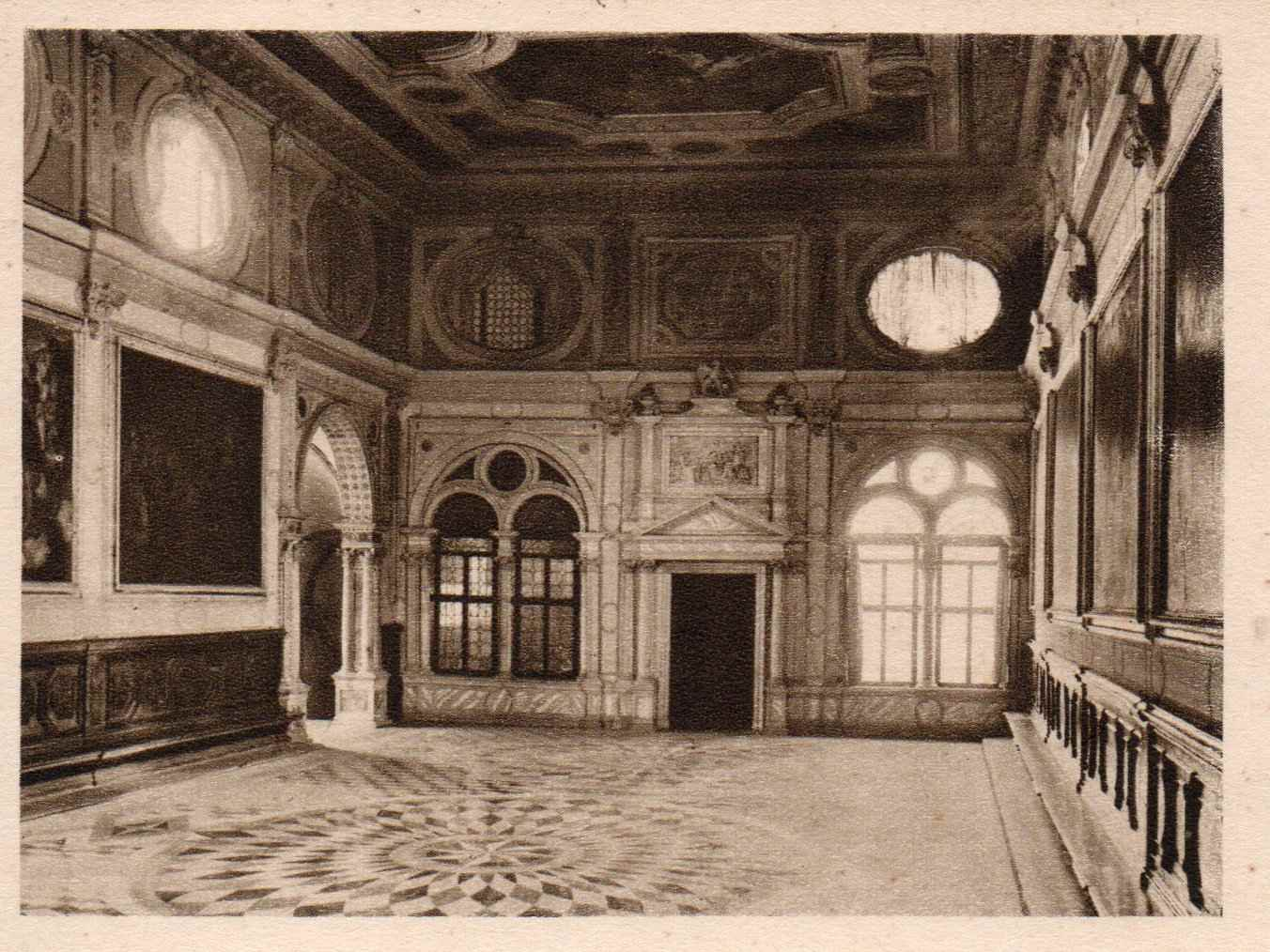
Sala capitolare
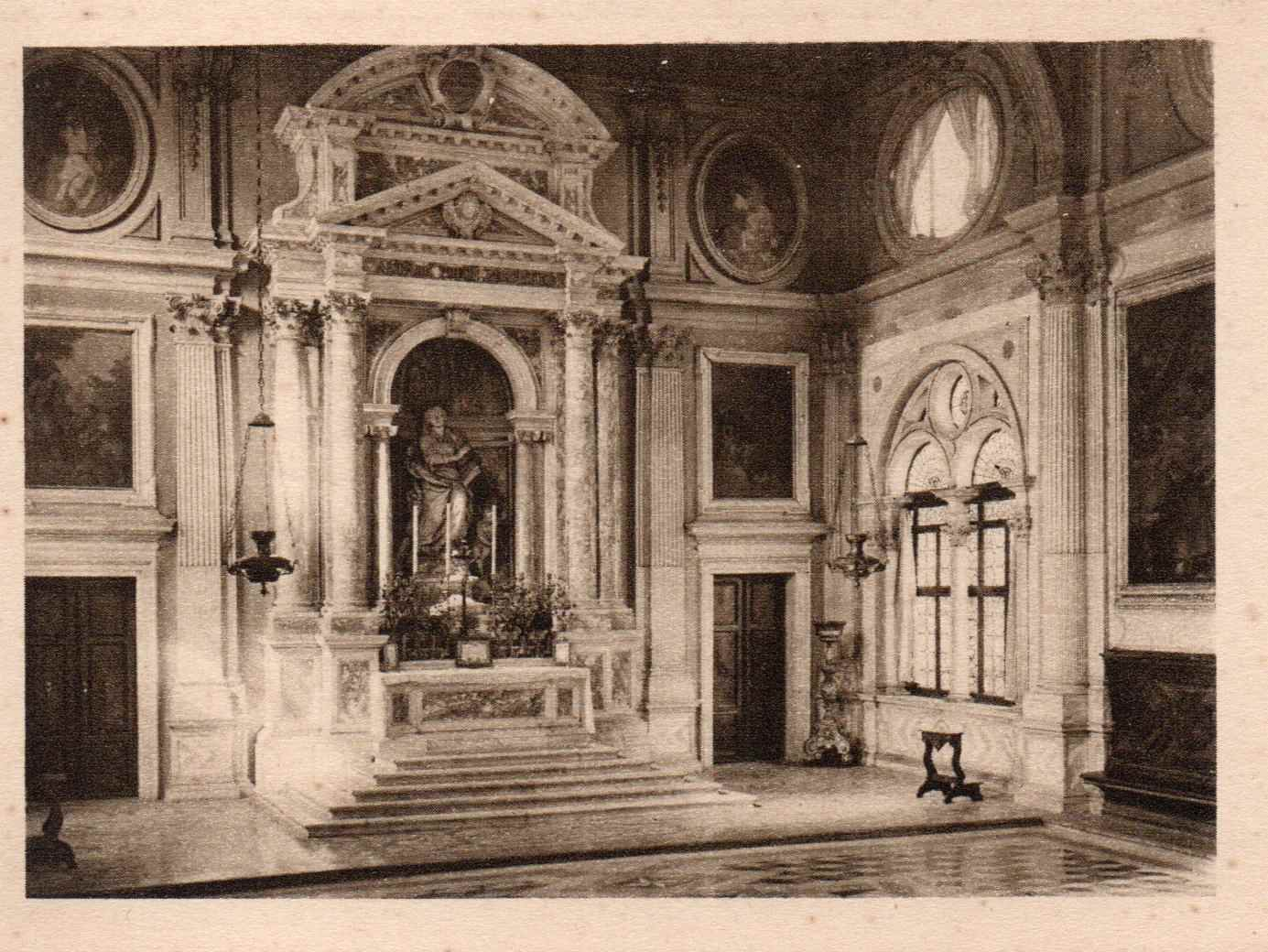
Sala capitolare
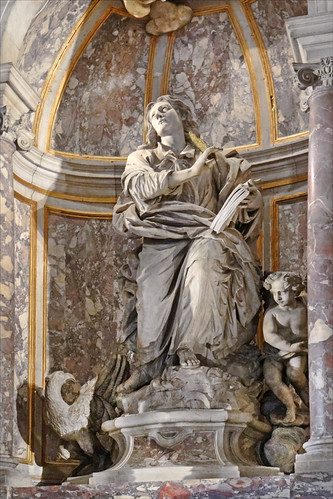
San Giovanni Evangelista
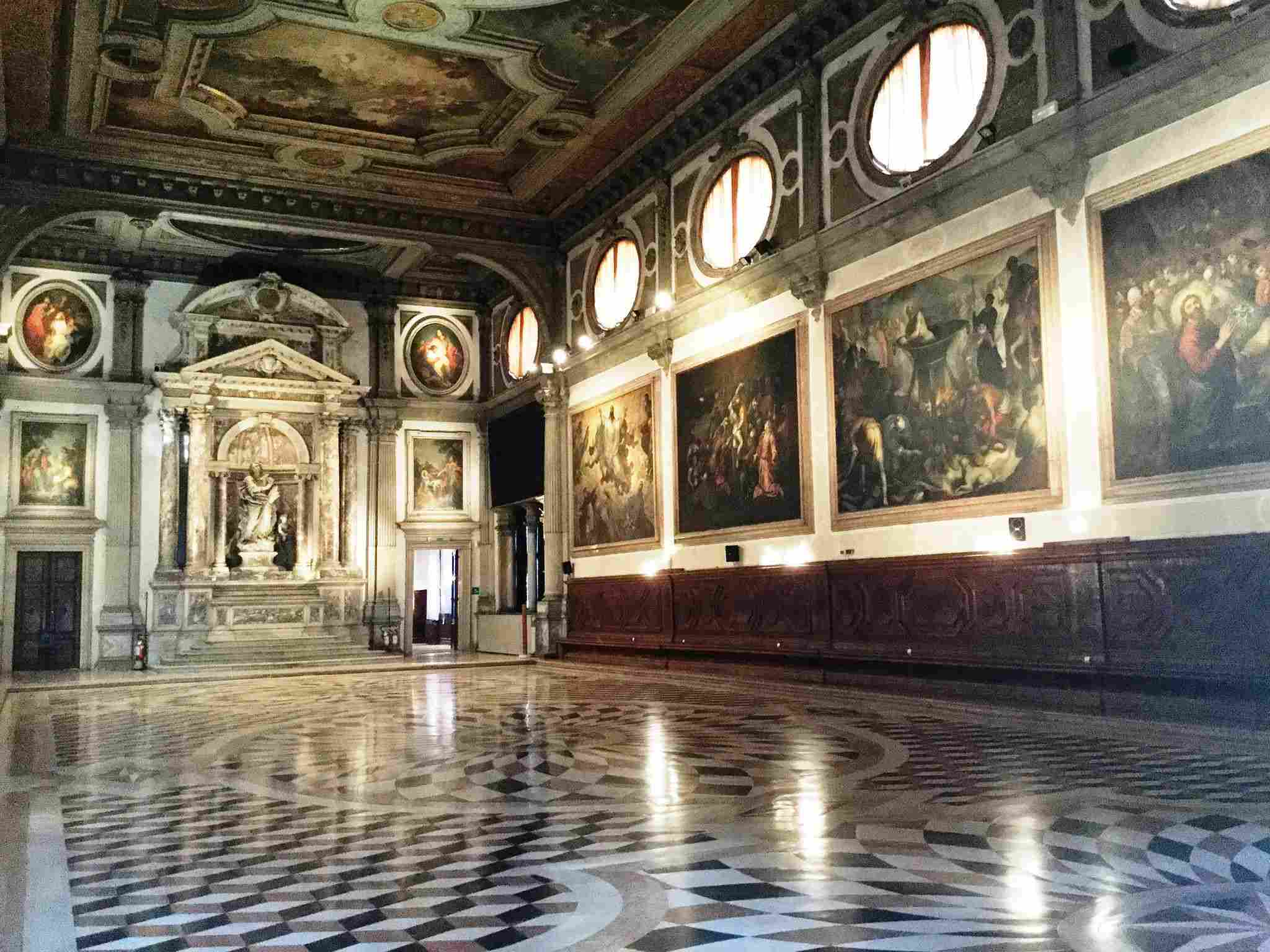
Sala capitolare
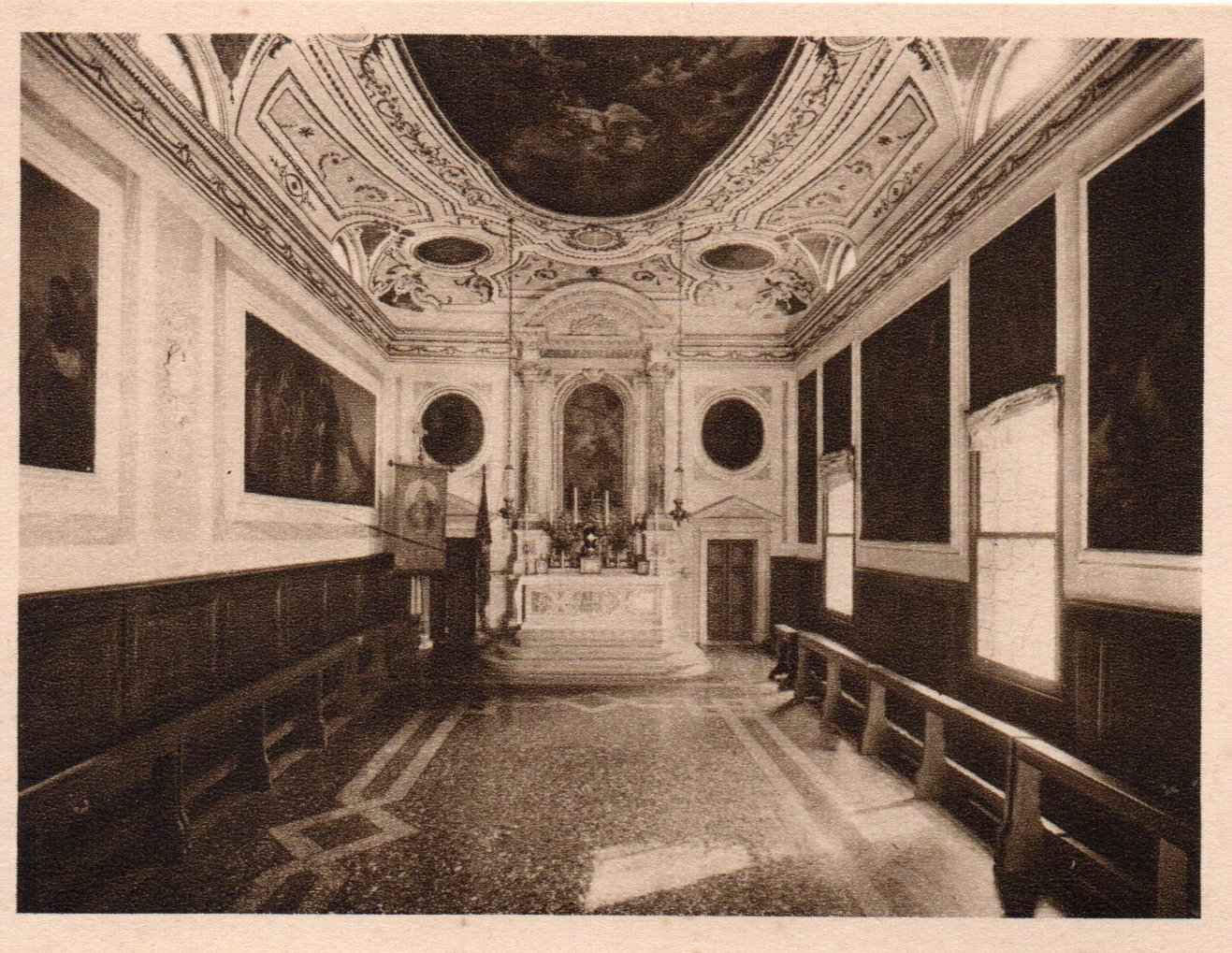
Oratorio della croce
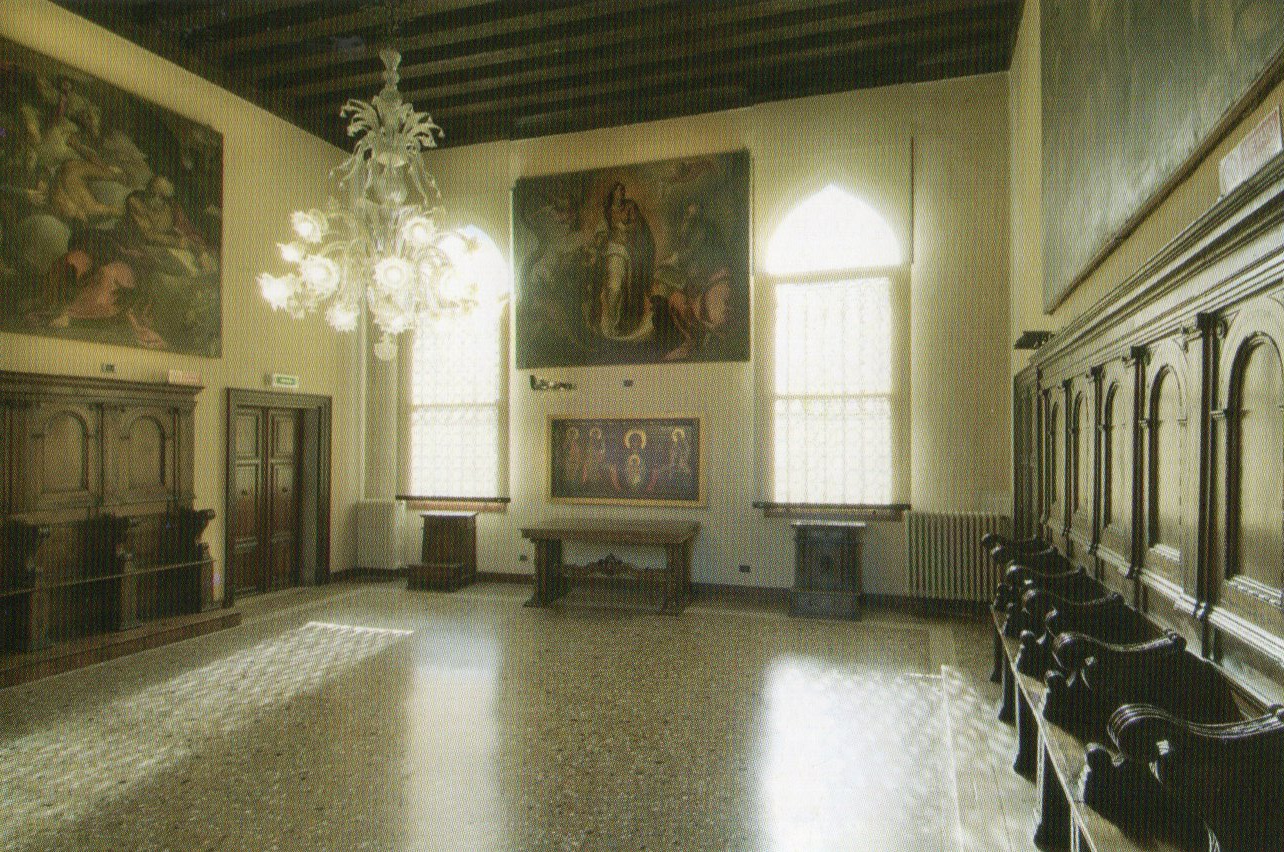
Sala dell'albergo
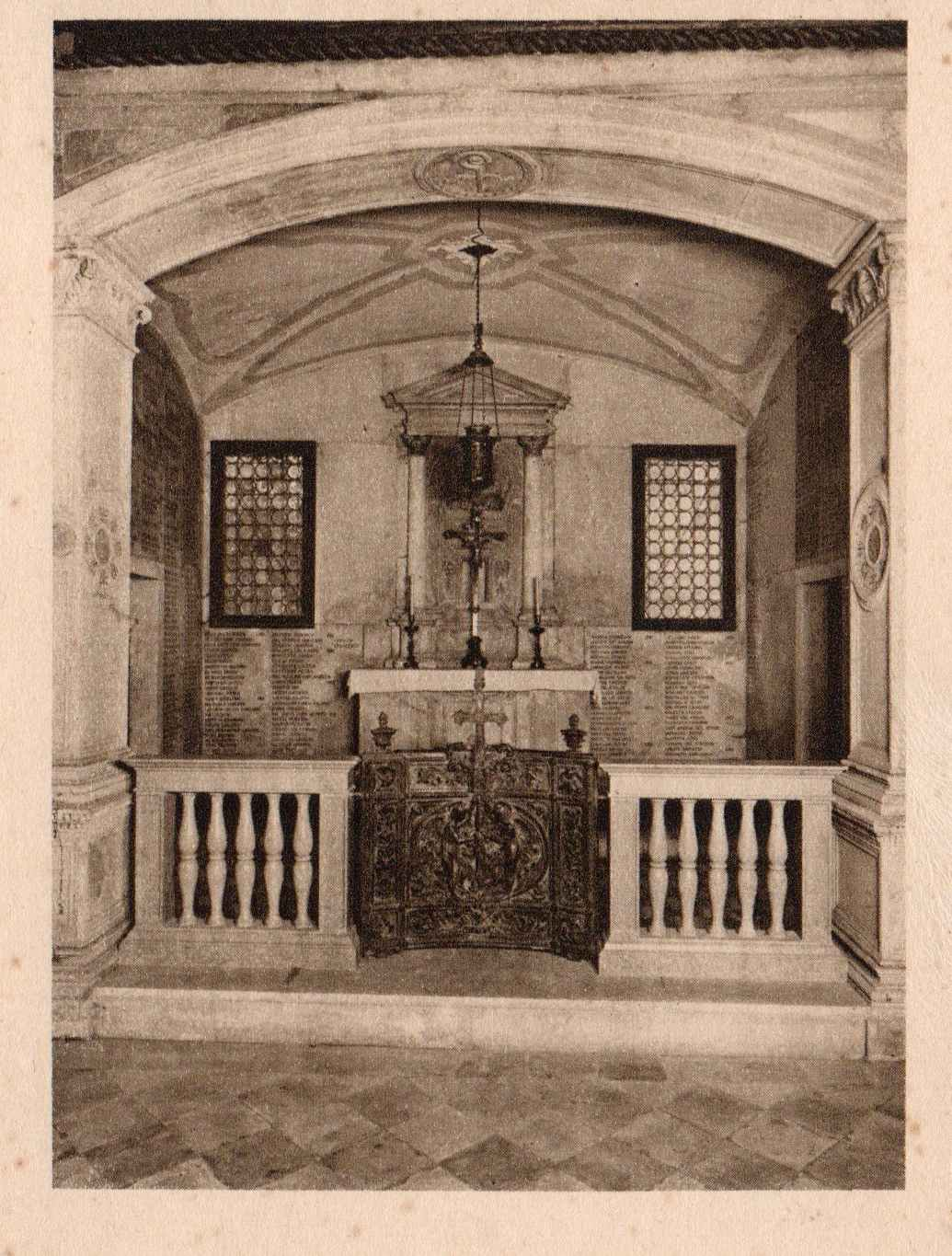
Cappella dei defunti
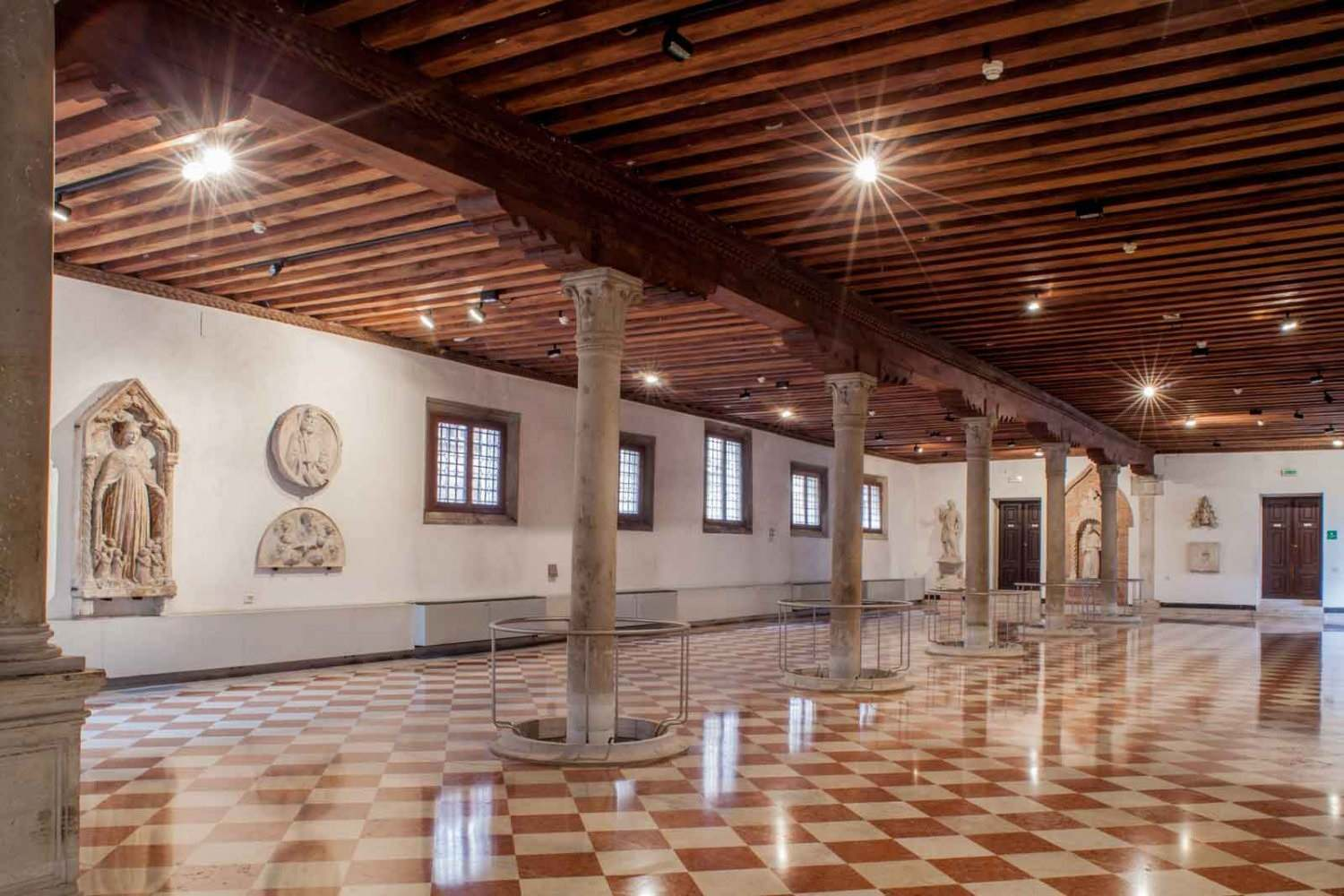
Sala delle colonne
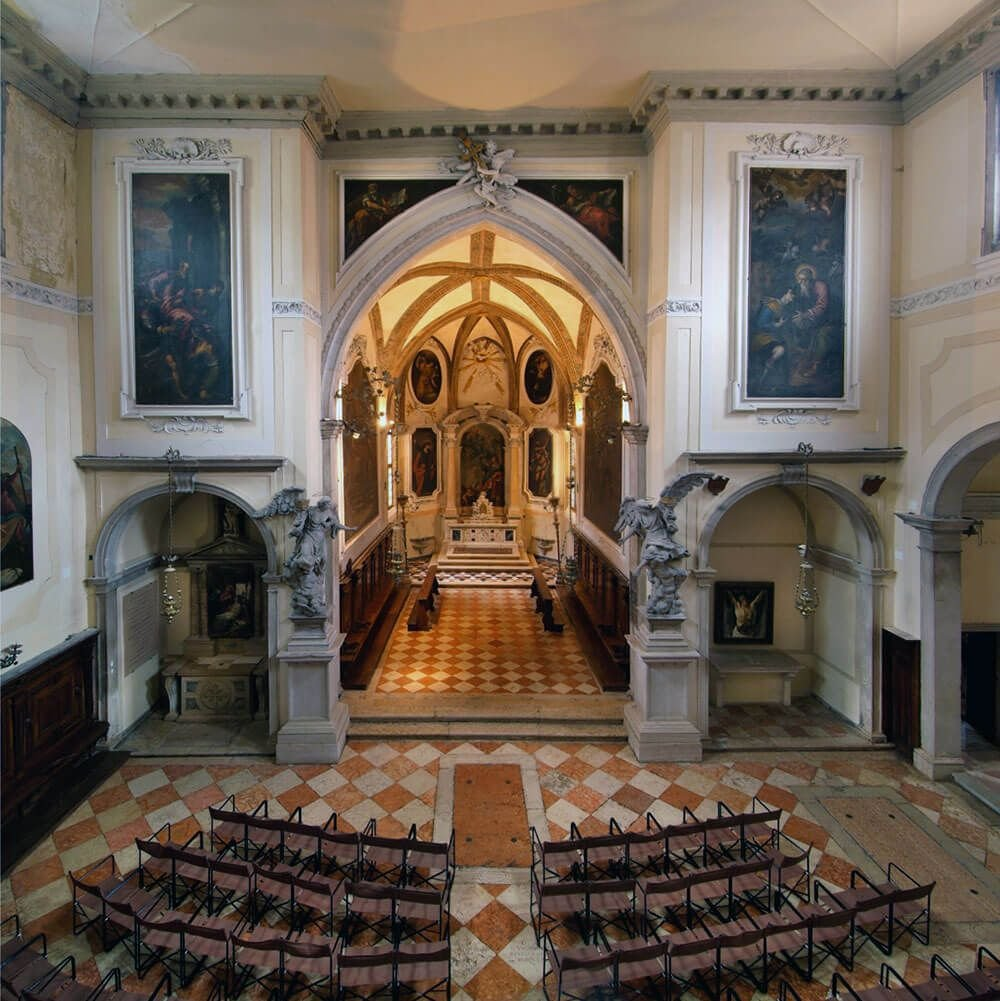
Chiesa della Scuola Grande San Giovanni Evangelista
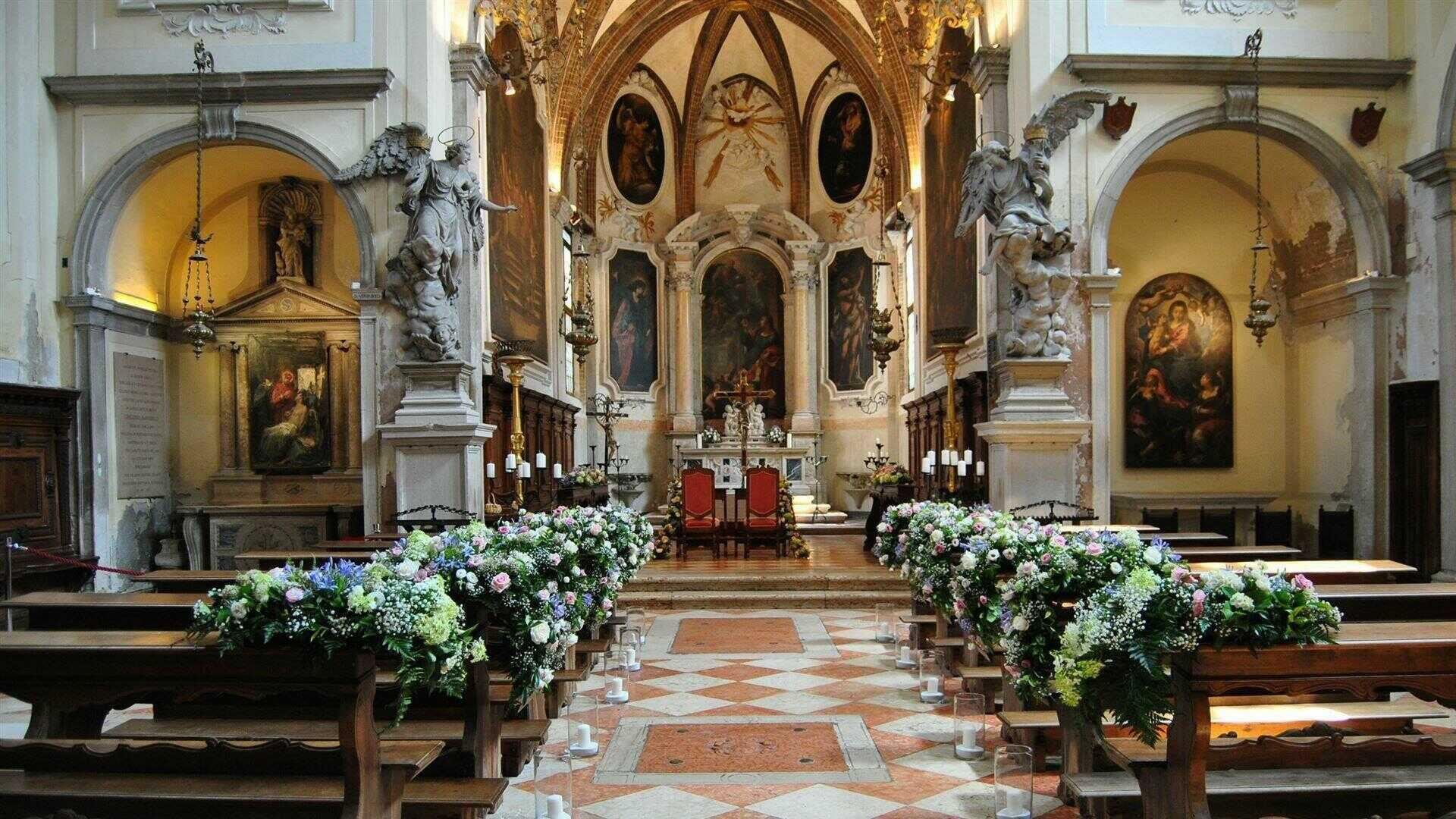
Chiesa della Scuola Grande San Giovanni Evangelista

## Opere d'arte sottratte alla Scuola dopo la soppressione

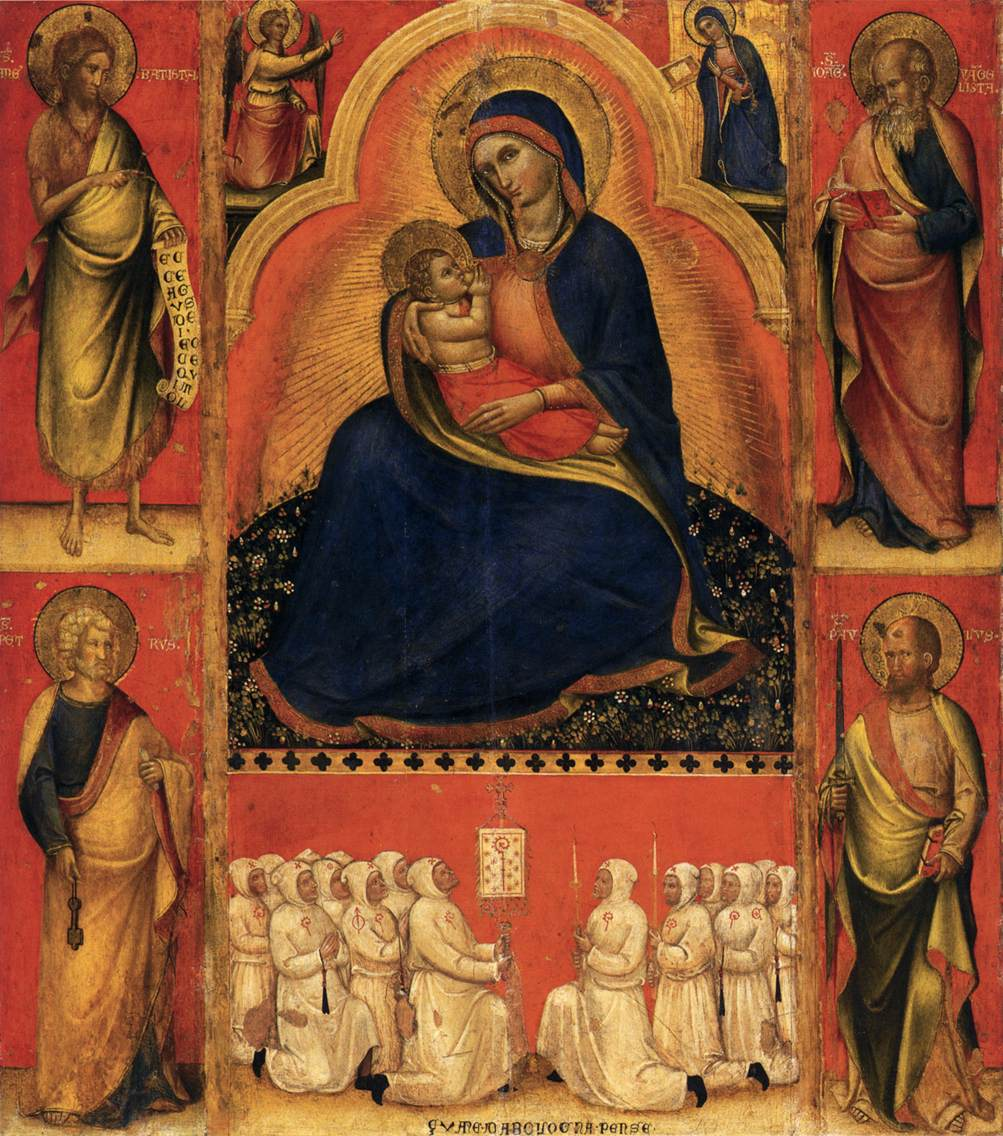
Giovanni da Bologna, Madonna dell'Umiltà, Venezia, Gallerie dell'Accademia.

Con la soppressione del 1806, come accadde anche per le altre scuole, numerose e rilevanti opere e preziosi arredi vennero confiscate. Talune vennero disperse nel mercato privato e altre hanno trovato la strada dell'esposizione o della conservazione in collezioni pubbliche.
Le opera oggi rintracciabili fuori dalla Scuola consistono in una buona parte degli antichi documenti delle mariegole e in alcuni cicli pittorici.
A questi si può aggiungere almeno la tavola isolata (in realtà un polittico dipinto su un'unica tavola senza più l'incorniciatura originale che lo ripartiva) di Giovanni da Bologna, alle Gallerie dell'Accademia dal 1818. Si tratta probabilmente della sua più antica tavola firmata pervenutaci.

## LeMariegole

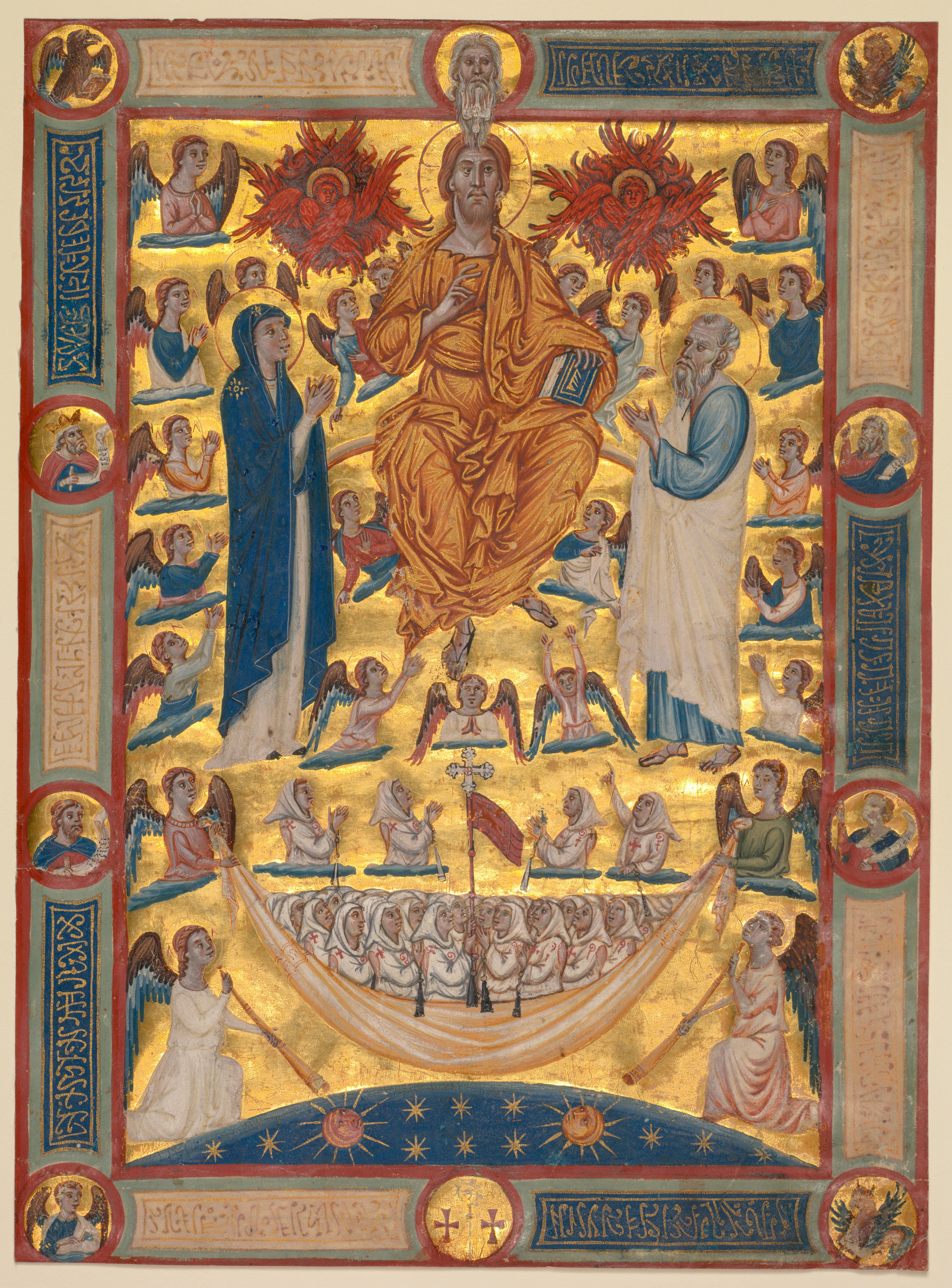
Cristo giudicante, foglio staccato da una mariegola della Scuola di San Giovanni Evangelista, 1325 circa, Cleveland Museum of Art

Con la soppressione anche le preziose mariegole di tutte le scuole, grandi o piccole, vennero disperse nel mercato antiquario. Fortunatamente un cospicuo numero venne raccolto da Teodoro Correr e Emmanuele Cicogna per poi essere versato nelle collezioni del Museo Correr e della Biblioteca Marciana. Altre, spesso già deprivate delle più appetibili pagine miniate, pervennero già nel periodo austriaco all'attuale Archivio di Stato di Venezia. Pagine isolate variamente decorate emergono talvolta, anche ritagliate, in collezioni aperte al pubblico. Si trattava di preziosi volumi in pergamena che quando capitava la necessità di riscrivere gli statuti, o erano consunti dal continuo uso, venivano fatti copiare da abili amanuensi e miniatori, magari cercando di conservare le pagine illustrate. La qualità della scrittura nelle copie e nelle integrazioni delle mariegole era considerata un obbligo e le scuole usualmente stipendiavano un calligrafo esterno per questo incarico. Anzi la Scuola di San Giovanni Evangelista aveva espressamente imposto quest'uso come regola e ne aveva registrato l'avviso nella propria mariegola del 1366:
(Mariegola della Scuola di San Giovanni Evangelista, 1366)

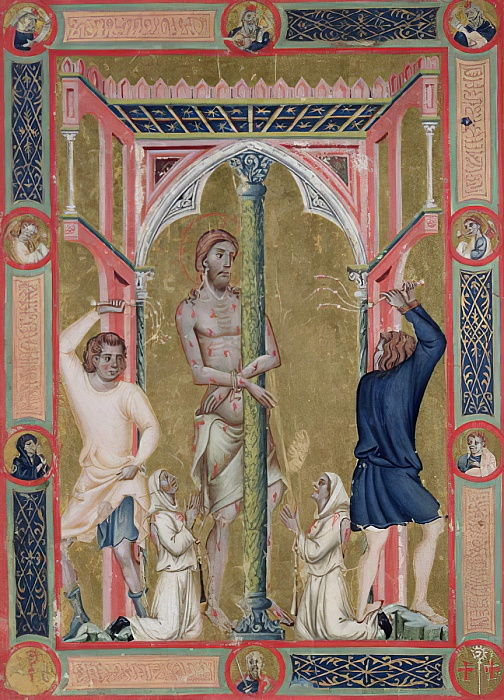
Flagellazione di Cristo, foglio staccato da una mariegola della Scuola di San Giovanni Evangelista, 1325 circa, Parigi, Musée Marmottan

Resta piuttosto misterioso da quale volume d'origine furono staccati i due preziosi fogli miniati acquisiti regolarmente dal Cleveland Museum of Art e dal Musée Marmottan. Della Scuola di San Giovanni Evangelista sussistono ancora quattro esemplari lacunosi all'Archivio di Stato di Venezia riportanti modifiche allo statuto dal primo Trecento al Quattrocento. Resta probabile l'ipotesi che i due fogli appartenessero ad un'ulteriore redazione – completamente perduta nella parte testuale – successiva alla prima versione conservata a Venezia. Le datazioni supposte non sono particolarmente lontane tra le due mariegole, ma le dimensioni delle miniature a piena pagina escludono la provenienza dalla redazione precedente, più piccola. Per quanto siano stati tagliati via i margini bianchi di ambedue le miniature, le stesse dimensioni dell'immagine (quella di Cleveland 278 x 200 mm e quella di Parigi 280 x 200 mm) e anche l'impostazione stilistica mettono in stretta relazione le due opere. Molto simile è l'incorniciatura a fasce con caratteri pseudo arabi interrotta da piccoli medaglioni e le raffigurazioni dal gusto bizantino ma con tratti già gotici. La cosa fa supporre che le miniature siano esito di un ambito molto vicino a quello del Maestro dell'Incoronazione di Washington, seppure con dettagli più vernacolari.
Particolarmente interessante nella sua retorica dedicata ai battuti è la Deesis raffigurata nella carta di Cleveland: una rappresentazione della ricompensa celeste ai confratelli disciplinati. Un maestoso Cristo in trono, scortato dalle ali turbinanti di rossi serafini e accompagnato dai testimoni Maria e Giovanni (rappresentato vecchio secondo consuetudini della Scuola), accoglie i battuti. Alcuni di questi, raggruppati attorno alla croce processionale, sono cullati da due angeli, altri sono già assurti sopra le proprie nuvolette.  I confratelli, che indossano la bianca cappa con le insegne della Scuola, aperta sulla schiena a ostentare le piaghe delle fustigazioni, sono già nel "cielo dei cieli", più in alto degli angeli tubicini e del firmamento con gli astri che li guardano da sotto in su. Fanno da cordone e ala alla parte superiore numerosi angeli plaudenti. Nel tondo centrale nell'alto della cornice è il volto dell'Eterno dalla cui barba la colomba discende verso il capo di Cristo a comporre la Trinità.

Frutto della medesime intenzioni retoriche è la miniatura del Marmottan. La flagellazione di Cristo è rappresentata all'interno di un ambiente marcatamente gotico. Ai piedi di Gesù, interposti tra i due aguzzini, sono inginocchiati in preghiera due piccoli confratelli, sempre con la cappa aperta sulle spalle. 

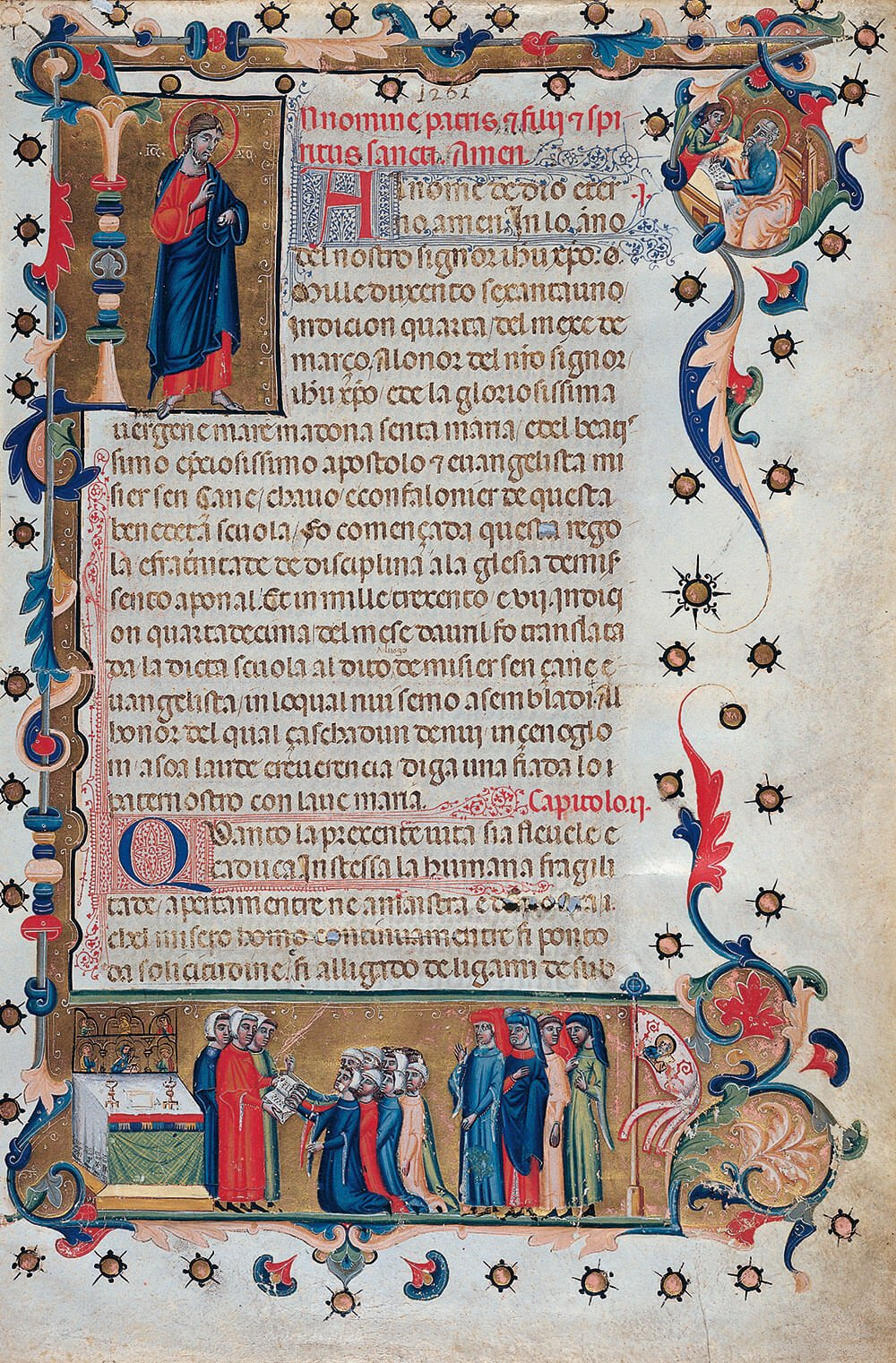
Pagina iniziale da una mariegola della Scuola di San Giovanni Evangelista, 1366 o successiva, Venezia, Fondazione Cini

Interessanti, anche dal punto di vista documentario, sono altri due fogli miniati identificate dalla studiosa americana Lyle Humphrey come provenienti da due delle mariegole conservate nell'Archivio di Stato: ambedue rappresentano nelle vignette a fondo pagina la scena del giuramento dei nuovi confratelli.
La miniatura della Fondazione Cini appartiene ad una mariegola dell'Archivio iniziata nel 1366. Risulta staccata dal libro in epoca remota e indeterminata ma comunque di provenienza lecita: nel 1939 Vittorio Cini la acquistò con parte della collezione di Ulrico Hoepli dove era pervenuta verso la fine degli anni '20, proveniente dall'antiquario Tammaro De Marinis. Il collegamento con la versione della mariegola dell'archivio veneziano iniziata tra il 1360 e il 1369 è dimostrato dalla continuazione esatta e corrispondente del testo nel verso della pergamena nella prima pagina scritta del libro sopravvissuto e a quello presente, senza interruzioni, nel foglio ex Boston.

Anche il formato della pagina, la grafia, la spaziatura e lo stile delle decorazioni filigranate coincidono; inoltre permane una leggera impronta delle miniature sul verso della pagina di apertura con gli indici nel libro rilegato. 

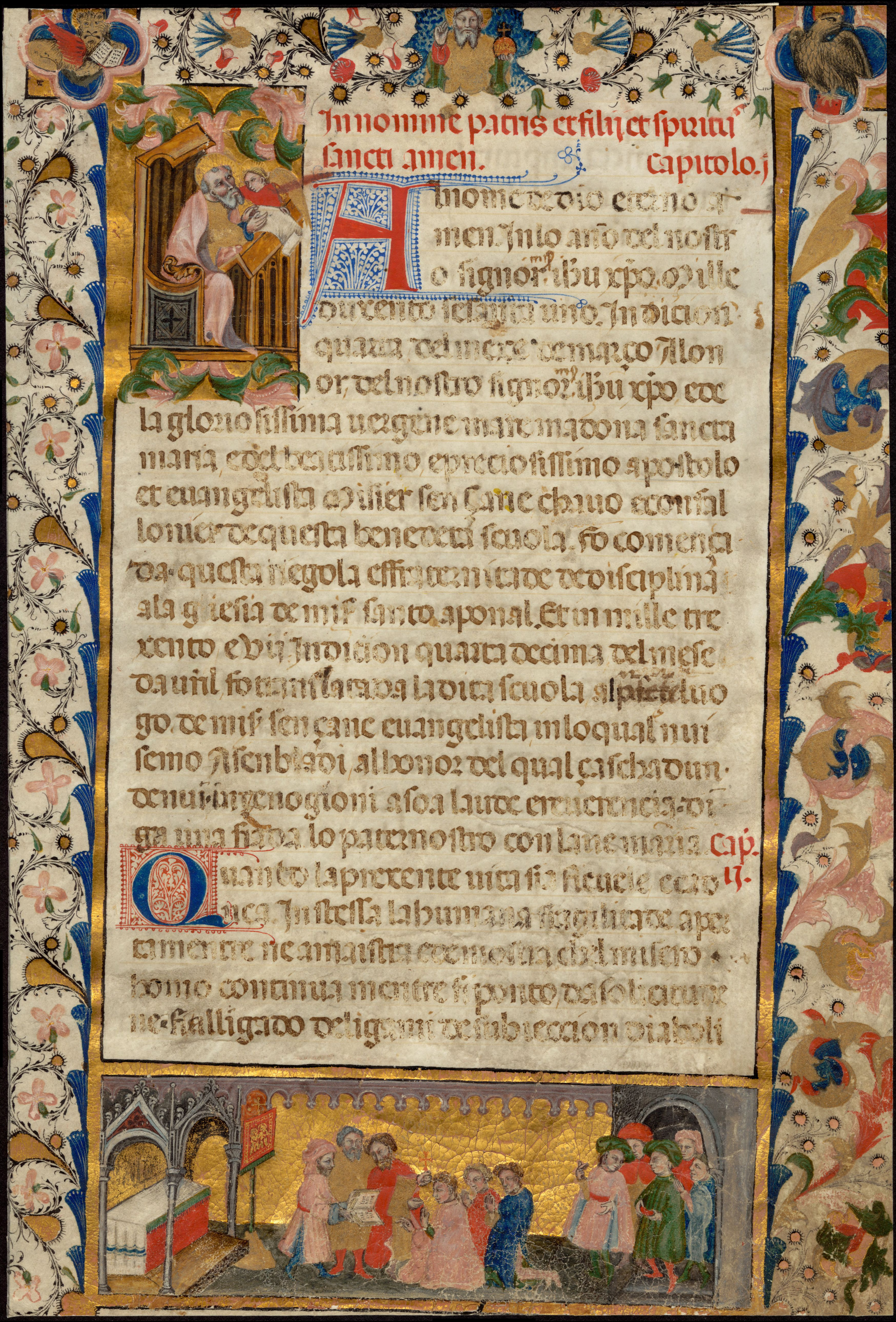
Pagina iniziale da una mariegola della Scuola di San Giovanni Evangelista, inizio XV secolo, Venezia, Archivio di Stato

Invece la pagina miniata di Boston, grazie agli studi della Humphrey, risultò far parte dei fogli trafugati all'Archivio di Stato tra il 1947 ed il 1949. La composizione originale era ben nota grazie alle vecchie pubblicazioni di Pompeo Gherardo Molmenti e Giulio Lorenzetti che la riproducevano. Le indagini conseguenti alla scoperta hanno convinto la Homeland Security Investigations a imporre il sequestro di questa e un'altra pagina manoscritta appartenente alla mariegola della Scuola Grande della Misericordia proveniente dal medesimo furto. Da parte sua la Boston Public Library rinunciò spontaneamente al possesso dei manoscritti. Fu così che queste pagine, assieme ad altri reperti di provenienza illecita, vennero restituiti all'Italia nel 2017.
In ambedue le illustrazioni di fondo pagina un gruppo di aspiranti confratelli inginocchiati giura la propria fedeltà sul volume della mariegola portato dai degani della scuola. Sono tutti disposti davanti a un altare mentre un gruppo di persone assiste, in piedi, alla destra della scena. Le differenze sono evidenti negli eleganti abiti dei convenuti, in special modo per le ampie maniche pendenti e orlate in quella trecentesca, secondo la moda del tempo e di gusto cortese nell'altra. Nella più antica l'altare appare più semplice e ornato da un polittico su due registri; in quella quattrocentesca la mensa – meno leggibile nei dettagli – è sormontata da un elaborato ciborio.
L'incorniciatura della pagina appare relativamente più semplice nella pagina della Cini ravvivata dall'iniziale di «In nomine patris…» con un Cristo benedicente e all'angolo opposto da un piccolo medaglione con Giovanni intento a scrivere il Vangelo sotto la dettatura di un angelo. Nella pagina ex Boston appare invece una fantasiosa profusione di motivi vegetali dipinti a bordura, due quadrilobi agli angoli superiori con i simboli degli evangelisti Marco e Giovanni fanno da ala alla raffigurazione centrale del Padre Eterno. Nell'iniziale ritorna, più estesa, l'immagine di Giovanni, sempre anziano, che scrive il suo vangelo ascoltando l'angelo.
La pergamena miniata della Cini appare opera vicina alla bottega di Giustino di Gherardino da Forlì per alcune assonanze con gli ornati del Graduale della Scuola di Santa Maria della Carità ma rispetto allo stesso le figure, pur accurate, risultano più semplificate. Il foglio ex Boston sembra esito di un autore appartenente a un gruppo di miniatori, attivi a Venezia nel secondo decennio del Quattrocento, che partendo da modelli emiliano-ferraresi introduceva alcune novità di sapore lombardo sull'onda di Michelino da Besozzo.

### Jacopo Bellini e bottega:Storie del Nuovo Testamento

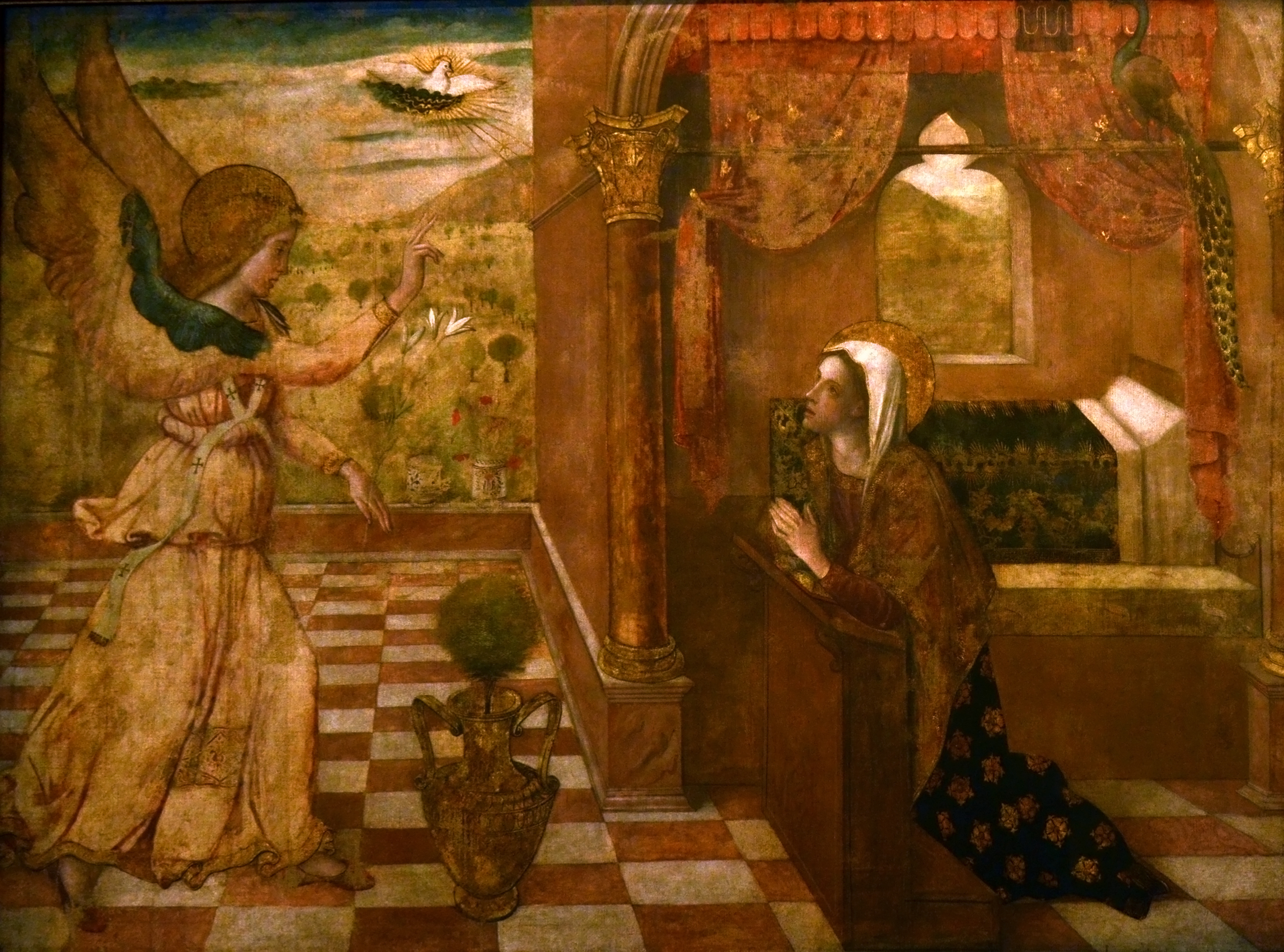
Jacopo Bellini, Annunciazione, Torino, Galleria Sabauda

Le notizie su questo complesso sono scarne e per certi versi contraddittorie. Le scritture della scuola ci informano che nel 1421 fu deciso di decorare la sala capitolare con una serie di dipinti per descrivere Storie dell'Antico e del Nuovo Testamento , omettendo però il dettaglio dei singoli temi. Non sappiamo quando né chi possa avere iniziato la serie, sappiamo invece che più tardi ne fu commissionato il proseguimento a Jacopo Bellini e che nel 1437 fu parzialmente compensato. Le prime notizie sono un po' confuse:
(Giorgio Vasari, Le Vite de’ più eccellenti pittori scultori e architettori, 1550)
(Francesco Sansovino, Venetia città nobilissima et singolare, 1581)

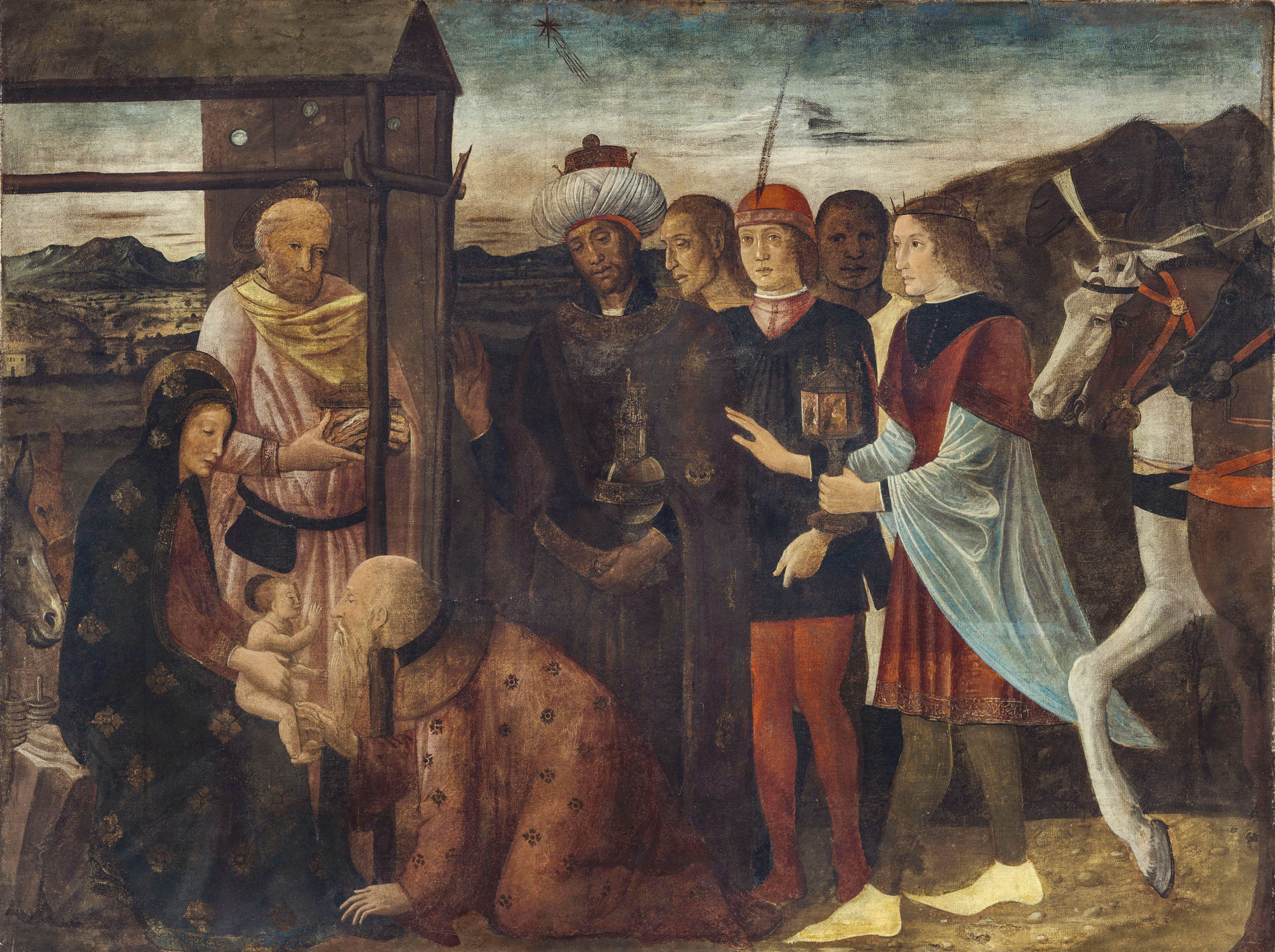
Jacopo Bellini e aiuti, Adorazione dei Magi, Riverdale, New York, Stanley Moss Collection

Al tempo delle altre guide e pubblicazioni storiche tutte queste opere erano già state trasferite in ambienti non visitabili per dare spazio al ciclo dipinto dai manieristi Palma il Giovane, Domenico Tintoretto, Sante Peranda e Andrea Vicentino tra il 1595 e il 1626. Carlo Ridolfi riesce comunque a darcene un resoconto nel 1648, ma soltanto riferendo quanto narratogli da altri «vecchi pittori» su dei dipinti ormai scomparsi, e preoccupandosi di correggere Vasari:

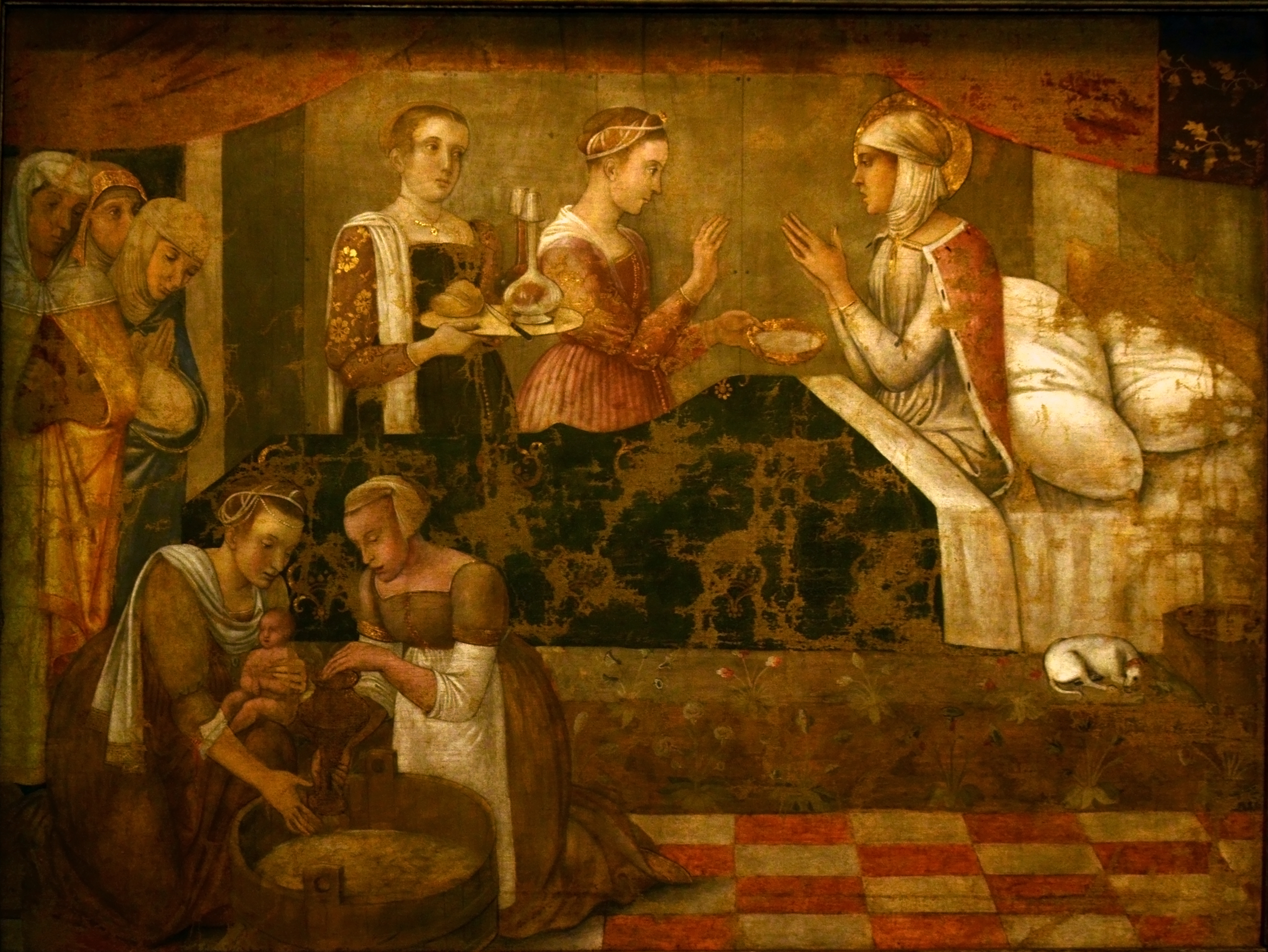
Jacopo Bellini e bottega, Nascita della Vergine, Torino, Galleria Sabauda

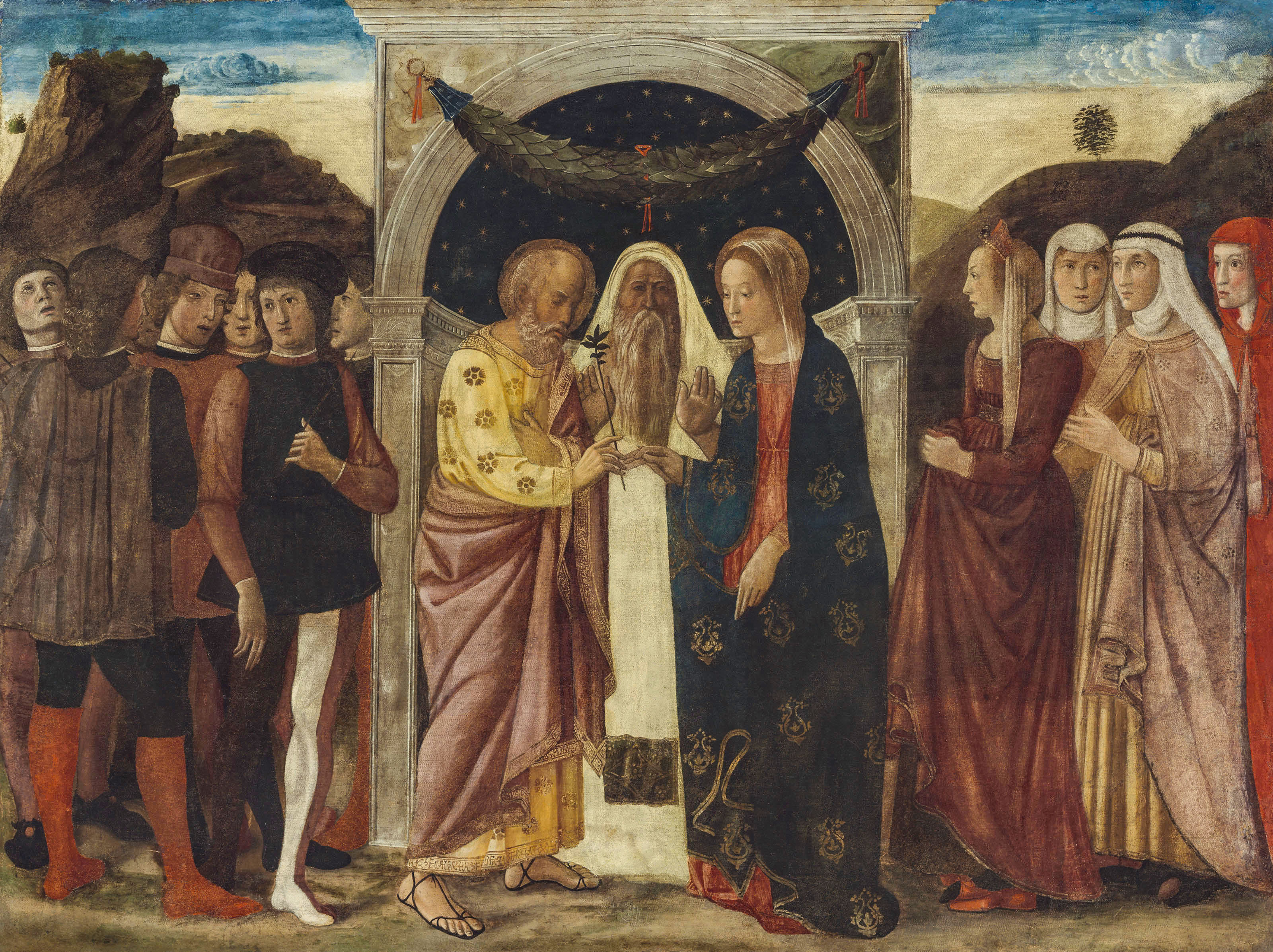
Jacopo Bellini e aiuti, Sposalizio della Vergine, Riverdale, New York, Stanley Moss Collection

furono con varie inventioni & in altre forme rinovati d’altri Autori, come hor si vedono, che, quali ci furono riferiti da vecchi Pittori, gli descriveremo.

In nobile stanza, nel primo quadro, veniva Maria bambina lavata dall’ostetrici, sant'Anna nel letto, e san Gioachino stavasi scrivendo.

Poi nel secondo la Vergine pargoletta se ne passava al tempio occupandosi per molti anni nel divino servigio di tesser spoglie sacerdotali, ornandole di ricami e gioie, ed in altre sacre funzioni.

Nel terzo vedevasi sposata a Giuseppe per mano del sommo Sacerdote, accompagnata da molte zitelle; v'erano ancora giovani con le verghe in mano a canto a san Giuseppe. L' aveva di poi il saggio artefice figurata, come fu annunziata da Gabriele, e fattovi sopra numerosa schiera d'angeletti festeggianti. Indi appresso la Vergine visitava la cognata Elisabetta, dalla quale veniva accolta con grate dimostrazioni: e come poi sotto ad umile capanna adorava il nato bambino, e in un raggio di gloria fece le milizie de' beati cantori con brevi in mano, ne'quali era scritto il Gloria in excelsis Deo, ch'era il tenore della loro celeste canzone. Stavasi in un lato Giuseppe, e i due vili animali refocillavano col fiato il lor nato Signore.

Nel seguente quadro poi aveva Jacopo figurato la medesima, che per servar la legge appresentavasi col Fanciullino al pontefice Simeone, offerendo per mano di semplice fanciulla due candide colombe. Poscia quella per timor d'Erode fuggivasi in Egitto, sopra ad umile giumento, con l'innocente Gesù tra i panni involto, e ‘l vecchiarello Giuseppe sopra a debil legno portava le povere spoglie, precorrendole il sentiero molti angeli, che la servivano pel viaggio.

Giunta Maria e il santo vecchio nell' Egitto, gli dipinse il pittore, come l'uno esercitava l'arte di legnajuolo con Gesù che gli somministrava gli ordigni dell'arte, e la madre sedendo con somma grazia cuciva, e molti angeli in gloria consolavano la beata coppia col canto. Morto Erode ritornavano ambi i santi sposi in Giudea, tenendo a mano il nobile Figliuolo, il quale con faccia ridente li mirava dimostrandone segno di letizia, e gli angeli guidavano l'asinelio carico de' lor poveri arnesi.

Quindi in altra tela appariva il Salvatore fra le dispute de' Dottori, interpretando le divine Scritture, ia Vergine e Giuseppe che, racquetato il pianto, si rallegravano per la ritrovata loro speme.

Seguì ancora Jacopo a dipingere altri avvenimenti dolorosi di Maria, allorché Cristo dovendo per lo riscatto del genere umano andar alla morte, chinato dinanzi alla Madre sua, veniva da quella benedetto, e in que’ due volti dolenti tentò il pittore di spiegare i materni ed i figliali affetti.

Dipinse appresso come Giovanni recava la dolente novella alla Vergine, che suo Figliuolo era stato preso nell’orto e condotto al Pretorio d'Anna e di Caifasso, per lo che cadeva tramortita in braccio alle sorelle.
E nel seguente quadro fece il Salvatore condotto al monte Calvario col pesante legno in ispalla, accelerandogli il cammino co' pugni e calci i crudeli ministri, e da lungi lo seguivano le pietose Marie.

Indi vedevasi in croce vicino allo spirar l'anima, raccomandando la Madre al diletto Giovanni; eravi un manigoldo che preparava la spugna; altri giocavano le vesti a' dadi, ed alcuni lo stavano beffeggiando.

Per compimento di quell'istorie ritrasse il Redentore risorto trionfante dal monumento, che appariva alla Madre col glorioso drappello de' santi Padri; e nell'ultimo luogo aveva figurata la medesima Regina del cielo, dopo il lungo pellegrinaggio della vita, assunta al cielo, coronata dall'eterno Padre e dal Figliuolo con diadema di gloria.

Tali furono le opere da Jacopo dipinte in quella sala, servendogli i figliuoli d'alcun aiuto; ma già non ebbe parte alcuna ne' quadri de' miracoli della croce, come vuole il Vasari, che furono dipinti nell'altra sala per altre mani, e da Gentile.»
(Carlo Ridolfi, Le maraviglie dell'arte, 1648)
La testimonianza di Ridolfi "per sentito dire" con le aggiunte in abbellimento – probabilmente sue – va considerata con qualche attenzione e riserva. Soprattutto a confronto con i dipinti sopravvissuti e proposti come appartenenti al ciclo originario. Inusuali sono i due episodi citati come susseguenti alla Fuga in Egitto (la Vita in Egitto e il Ritorno dall'Egitto), altrimenti non noti. Non è dato sapere da chi dipenda la confusione nel ricordare Gioacchino intento a scrivere il nome della figlia, evento invece normalmente riferito a Zaccaria alla nascita di Giovanni, e in ogni caso nessuna figura maschile è presente nell'affollata Natività di Maria di Torino. Così sono anche assenti gli angioletti gaudenti nell'Annunciazione e nell'Adorazione dei Magi – che sostituisce o integra la Natività di Gesù citata dallo scrittore – così pure mancano le colombe narrate nella Presentazione al Tempio. E d'altra parte Ridolfi non riferisce di altri due dipinti invece pervenutici: l'Incontro alla Porta Aurea e le Nozze di Cana (quest'ultimo di attribuzione piuttosto dubbia).
Rimane comunque un'ipotesi, per quanto valida e suggerita anche da Roberto Longhi, che i nove dipinti pervenutici siano effettivamente quelli realizzati per la Scuola. La tecnica (tempera su tela) e le dimensioni (120x160 cm circa) sono omogenee. Ugualmente la serie, sebbene manifesti diffusamente l'intervento di mani diverse, rivela una ricerca di omogeneità attribuibile solo alla direzione di Jacopo e alla disponibilità nel lavoro di gruppo degli aiuti. Il gruppo di tele pervenne nelle mani del pittore Natale Schiavoni probabilmente negli anni venti dell'Ottocento, quando nel mercato veneziano erano disponibili una gran quantità di opere confiscate a scuole e conventi. Schiavoni asseriva fossero provenienti dalla Scuola Grande di San Giovanni Evangelista ed era sufficientemente anziano per averle potute vedere in situ. Di quelle passate per successione al nipote Francesco Canella, anche lui pittore, due vennero vendute alla Galleria Sabauda e due all'editore Ferdinando Ongania che le rivendette al collezionista Roger Fry nel 1902 e, dopo svariati passaggi di proprietà, oggi appartengono al mercante newyorkese Stanley Moss. Più misteriosi sono i passaggi delle altre cinque tele note, oggi di proprietà privata, registrate nel 1882 nella collezione dello scozzese William Graham, ma non figuravano nell'asta Christie, Manson & Woods del 1888 con cui, dopo la morte di Graham, la sua collezione fu dispersa nel mercato antiquario.
Le tele torinesi risultano solo parsimoniosamente restaurate e presentano ancora carenze e segni del tempo, di quelle finite in mano privata è difficile valutare quanto siano state restaurate e integrate e quali siano le manomissioni – sia quelle più antiche certamente dovute alla successiva bottega di Gentile, sia quelle eventualmente più recenti – e quindi resta dubbia anche l'attribuzione al maestro e/o alla bottega.

### Il ciclo deiMiracoli della Croce
Senz'altro il gruppo più rilevante e famoso è costituito dalla serie dei Miracoli della Croce realizzati da Gentile Bellini e in parte da pittori associati alla sua bottega. A questi si aggiunsero anche Carpaccio e il Perugino quest'ultimo con un'opera oggi perduta. Le opere poterono essere commissionate grazie alla concessione del Consiglio dei Dieci per l'iscrizione alla scuola di ulteriori 50 confratelli, concessione richiesta e accordata due volte nel 1495 e nel 1501. Sulla disposizione originaria è possibile soltanto fare delle supposizioni; originariamente nella Sala della Croce,  i dipinti furono spostati più volte ed alcuni tagliati per lasciar posto a nuove aperture di porte. Dal 1820 l'intera serie sopravvissuta è passata alle Gallerie dell'Accademia. ed esposti in un'unica sala nel 1947.

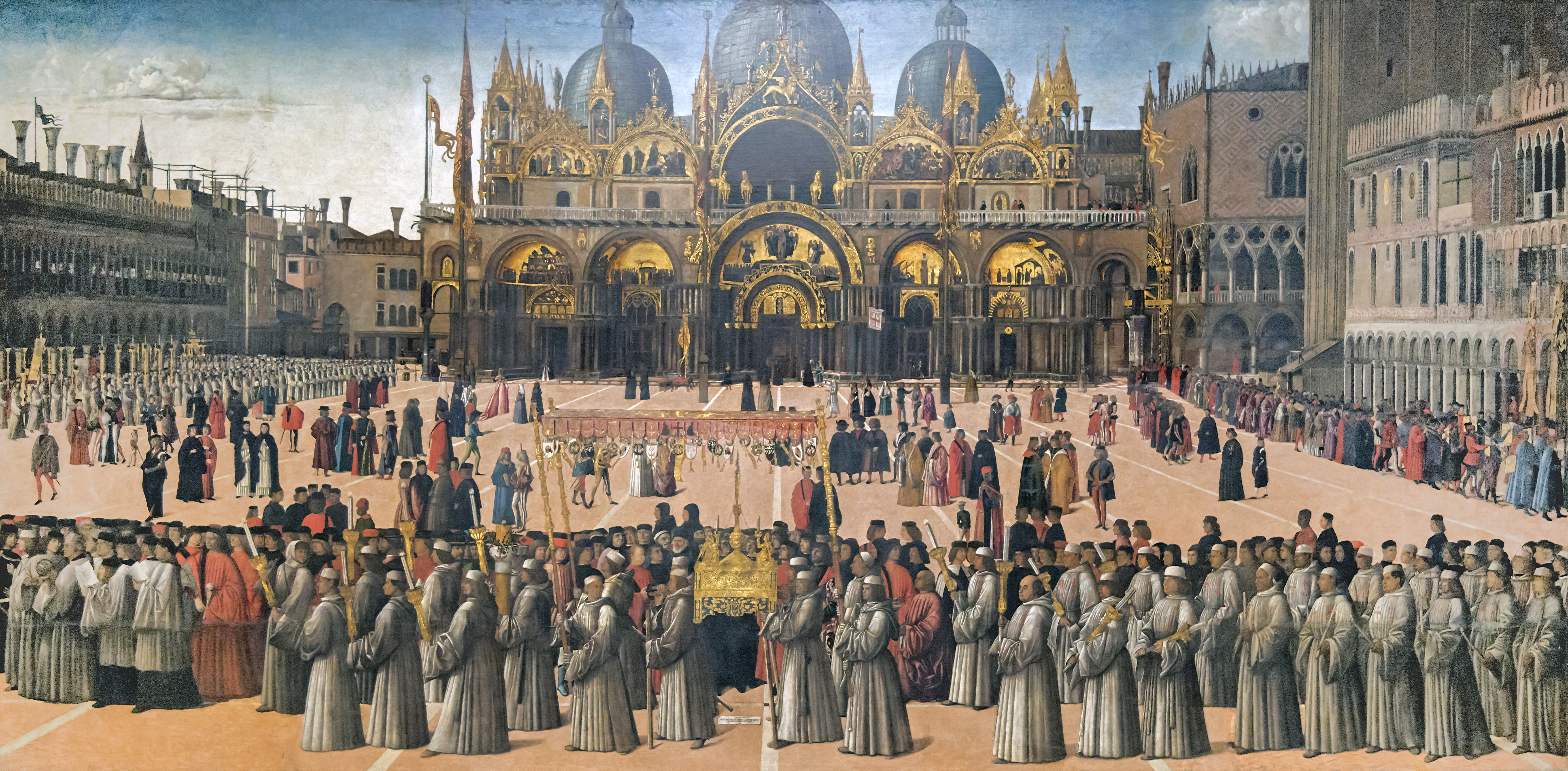
Gentile Bellini, Processione della Croce in piazza san Marco,

È soltanto in base a questi tre dipinti che è possibile oggi valutare l'effettivo spessore di Gentile Bellini: oltre a questi, di lui restano soltanto alcuni dipinti di complessità decisamente inferiore, mentre l'estesa serie dipinta per il Palazzo Ducale perì nell'incendio del 20 dicembre 1577 e l'ultima sua opera paragonabile a queste, la Predica di san Marco, rimasta incompleta alla sua morte, dovette essere finita dal fratello Giovanni.

#### Processione della Croce in piazza San Marco
La Processione della Croce in piazza San Marco, quasi un'anticipazione del vedutismo settecentesco, è interessante anche da un punto documentario. Oltre a descriverci com'era storicamente una processione per la ricorrenza del patrono della città, con tutte le confraternite schierate – e qui ovviamente focalizzata sulla Scuola di San Giovanni Evangelista, i cui membri al centro portano la reliquia della croce sotto un baldacchino – ci documenta la decorazione musiva della facciata della basilica prima dei rifacimenti, la policromie e doratura della Porta della Carta, l'antica pavimentazione a mattoni interrotta da lunghe liste di pietra bianca (fu sostituita dal Tirali con la configurazione attuale soltanto nel 1723). La tela ricorda specificatamente l'avvenimento del 25 aprile 1444, allorché il mercante bresciano Jacopo de' Salis pregò la reliquia affinché guarisse il figlio da una grave ferita.

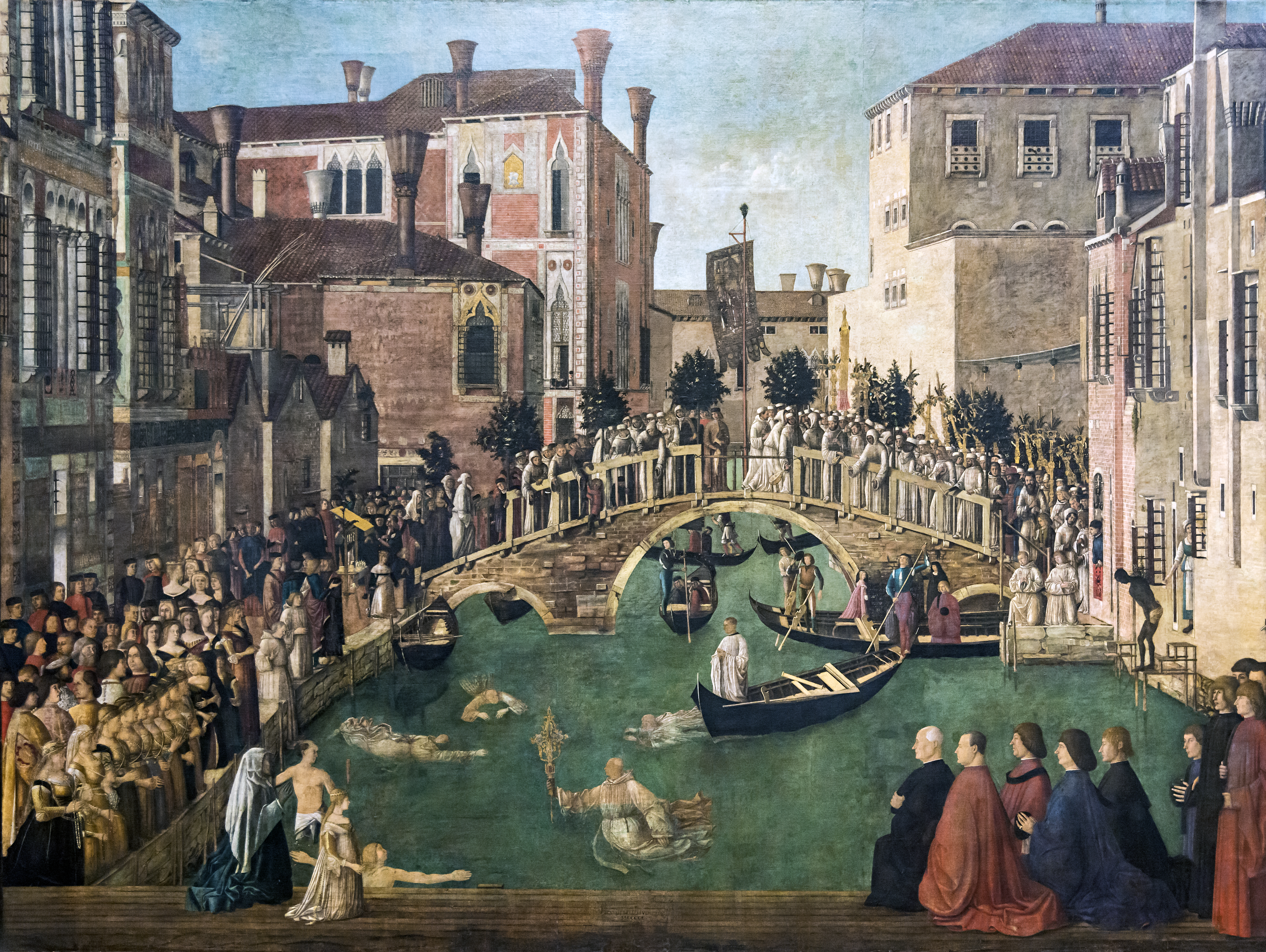
Gentile Bellini, Miracolo della reliquia della Croce al ponte di San Lorenzo, 1500

#### Miracolo della Croce al ponte di San Lorenzo
Altrettanto documentaria è la tela del Miracolo della Croce al ponte di San Lorenzo, con i palazzi affrescati e l'antico ponte a tre archi del convento di San Lorenzo. La raffigurazione racconta di un prodigio accaduto tra il 1370 e il 1382: la croce, per qualche accidente, cadde in acqua dal ponte ma sfuggiva dalle mani di quelli che si erano tuffati per ripescarla e poté essere raccolta solo da Andrea Vendramin, guardian grande della Scuola. Sul lato basso della tela sono alcuni testimoni eccellenti inginocchiati: a sinistra Caterina Corner con il suo seguito di dame, a destra la famiglia Bellini (identificati nell'ordine nel capostipite Jacopo, il nipote Lorenzo, il genero Andrea Mantegna, Giovanni e Gentile). Tuttavia, c'è la possibilità che questo secondo gruppo rappresenti alcuni componenti maschili della famiglia Corner.

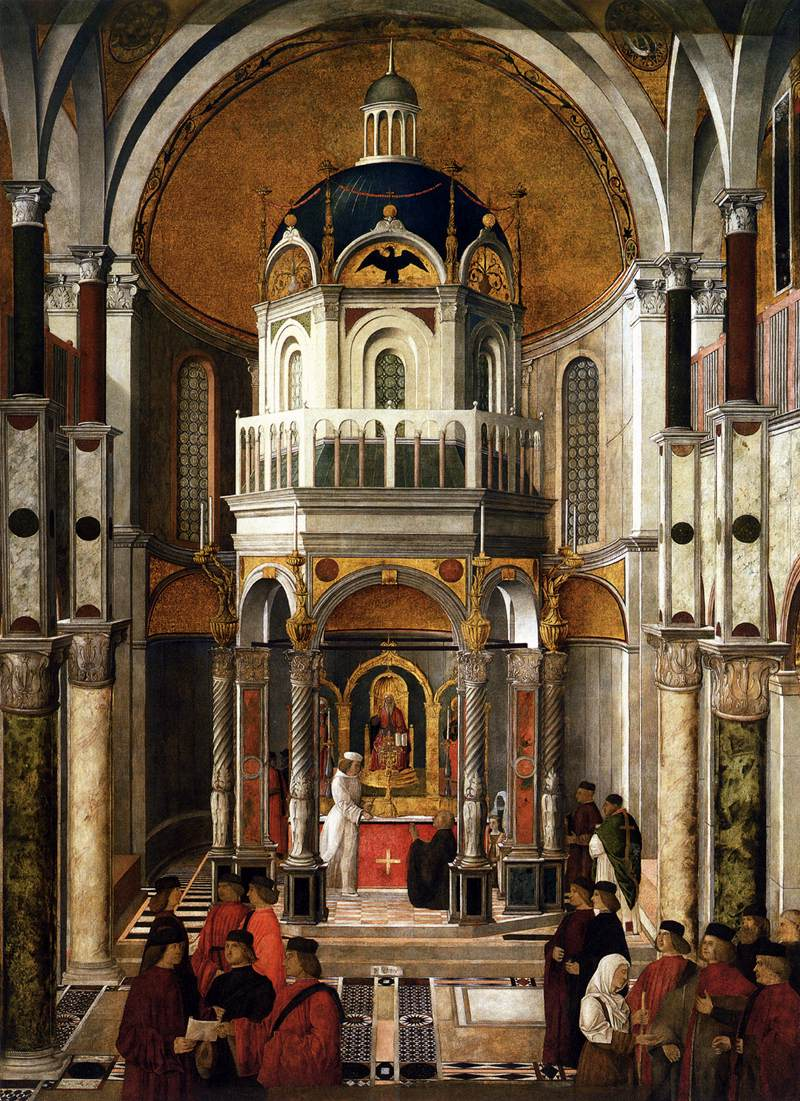
Gentile Bellini, Guarigione miracolosa di Pietro De' Ludovici, 1501

#### Guarigione Miracolosa di Pietro de' Ludovici
La Guarigione Miracolosa di Pietro de' Ludovici ci racconta come il devoto fosse guarito da una perniciosa febbre quartana toccando una candela che era stata vicino alla reliquia. L'avvenimento è rappresentato all'interno di una chiesa, probabilmente quella di San Giovanni Evangelista. Anche il trittico sull'altare ricorda quello riprodotto da Lazzaro Bastiani nell'altra descrizione della chiesa di questa stessa serie. La composizione pare derivi da un disegno del padre Jacopo (libro di disegni del British Museum), esistono tuttavia alcuni studi schizzati da Gentile per il tabernacolo ed il ciborio (Graphische Sammlung, Monaco). Sebbene i più collochino il dipinto nel 1501, quindi ultimo tra quelli di mano di Gentile, Giovanni Battista Cavalcaselle ne suggeriva l'anticipazione di qualche anno a causa di alcune ingenuità.

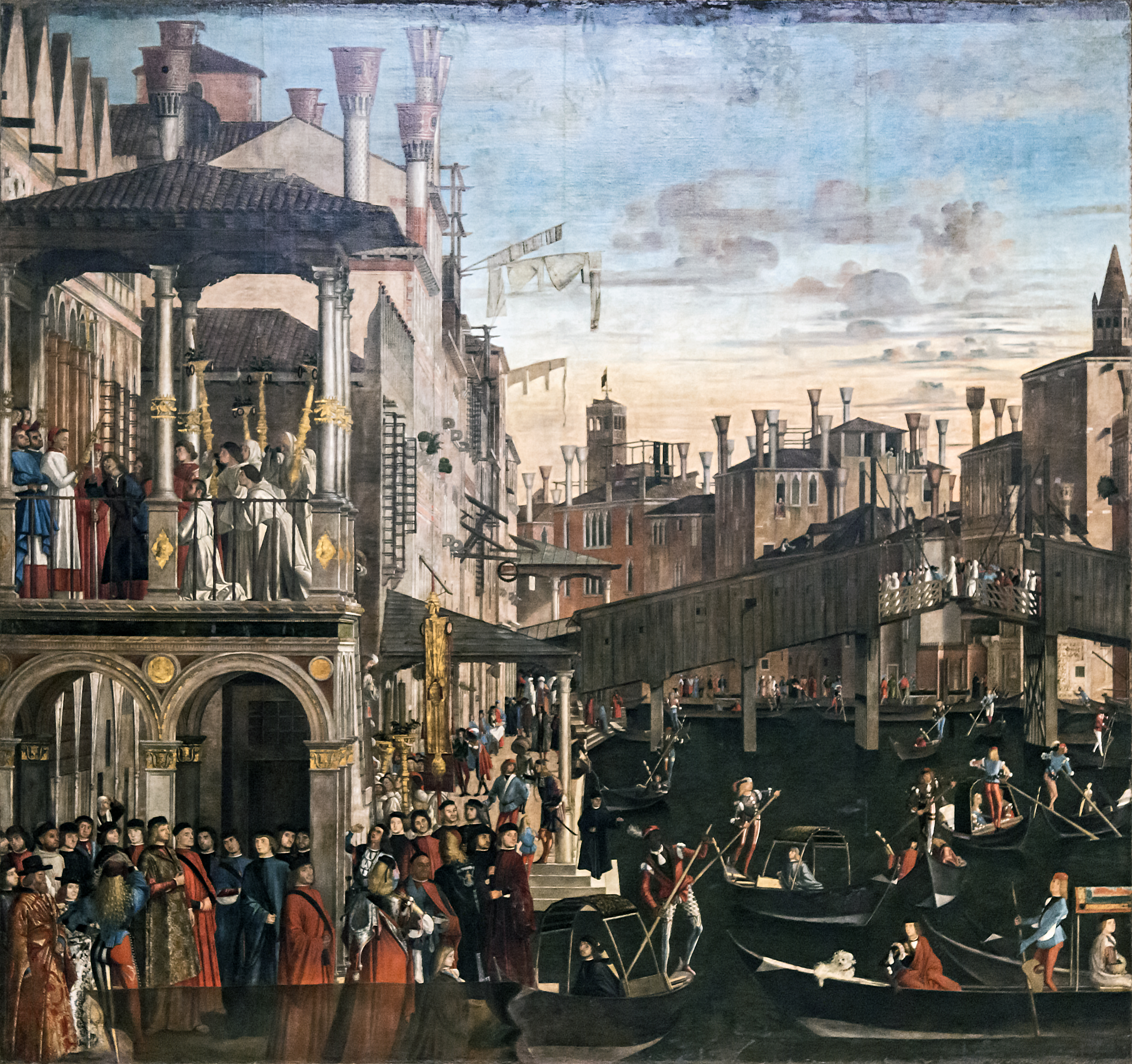
Vittore Carpaccio, Miracolo dell Croce a Rialto (1496)

#### Miracolo della reliquia della Croce a Rialto
Il Miracolo della reliquia della Croce a Rialto di Vittore Carpaccio, datato 1496 e quindi uno dei primi della serie, narra la guarigione miracolosa di un indemoniato ad opera del patriarca di Grado per intercessione della reliquia. Nel 1544, ascoltate le osservazioni del «prudente messer Tizian pictor», ne fu tagliato via un pezzo in basso a sinistra per consentire l'apertura verso la Sala dell'Albergo nuova. Venne poi malamente rappezzato. Carpaccio, chiamato nell'impresa dopo il successo delle Storie di sant'Orsola, si dedica all'impresa con la sua tipica indole descrittiva. Si riconosce così, dietro al palco/loggia dove avviene il miracolo, lo scorcio dell'antico palazzo del patriarca di Grado con il suo lungo finestrato e la merlatura simili all'attuale fontego dei Turchi altrimenti noto soltanto attraverso la mappa del De' Barbari. Carpaccio si spinge nell'accurata descrizione dei costumi e degli usi dipingendo il pullulare di gondole padronali nel canale e l'affollato gruppo della compagnia de calza mischiata ai confratelli sulla riva ma anche il più prosaicamente. lungo le mura di destra, l'insegna della locanda dello Sturion, e sopra i panni stesi ad asciugare. Al centro della metà a destra è il ponte di Rialto, ancora in legno, com'era prima del crollo e della ricostruzione. Altro documento è la situazione del Fontego dei Tedeschi prima dell'incendio che portò all'attuale edificio cinquecentesco. E tra i tipici comignoli a cono svettano i campanili di Santi Apostoli e San Giovanni Crisostomo nelle loro primitive configurazioni.

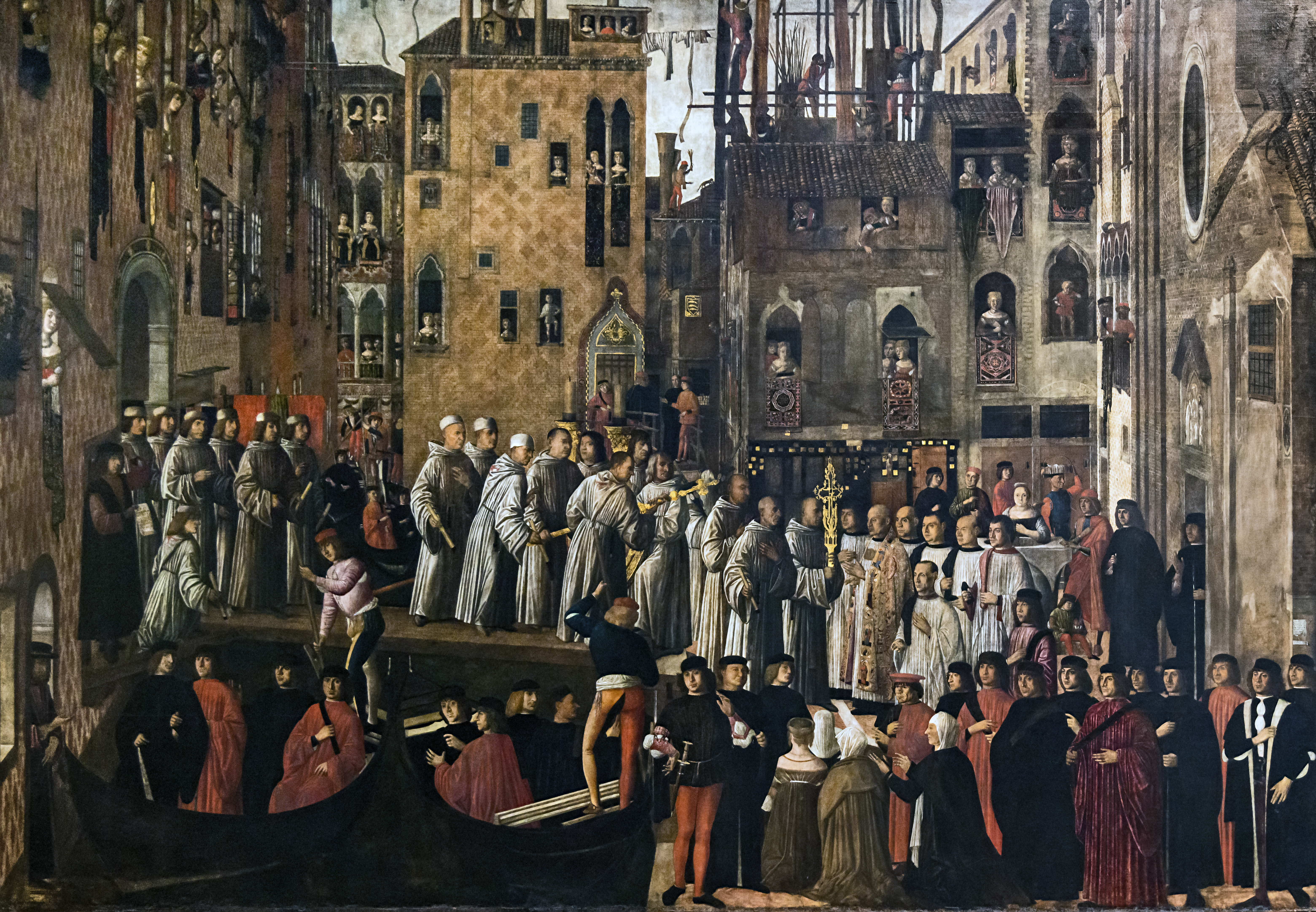
Giovanni Mansueti, Miracolo della Croce in Campo San Lio, 1496 circa

#### Miracolo della Croce in Campo San Lio
Il Miracolo della Croce in Campo San Lio di Giovanni Mansueti narra l'episodio accaduto durante i funerali di un confratello poco devoto alla reliquia quando, improvvisamente, la croce divenne pesantissima e intrasportabile se non dal pio parroco a cui dovette essere consegnata per poterla introdurre nella chiesa. Decisamente meno brillante delle altre opere nell'insistita rappresentazione delle rigide figure alle finestre e sui tetti, manifesta comunque l'influsso di Gentile e una certa simpatia per i modi di Carpaccio. Il pittore, comunque, ci tenne a firmare l'opera dichiarandosi pienamente discepolo del Bellini: lo si legge nel cartiglio retto dall'uomo a destra, quello che porta la mano al cappello come in segno di saluto, forse un autoritratto. È abbastanza certo che il dipinto fu eseguito interpretando liberamente un disegno preliminare di Gentile, forse quello conservato agli Uffizi. Sono da segnalare il curioso pavone appollaiato sul saliente della chiesa e sotto, appiccicato verso lo spigolo, l'ancor più curioso cartellino che recita «casa da fitar ducati 5».

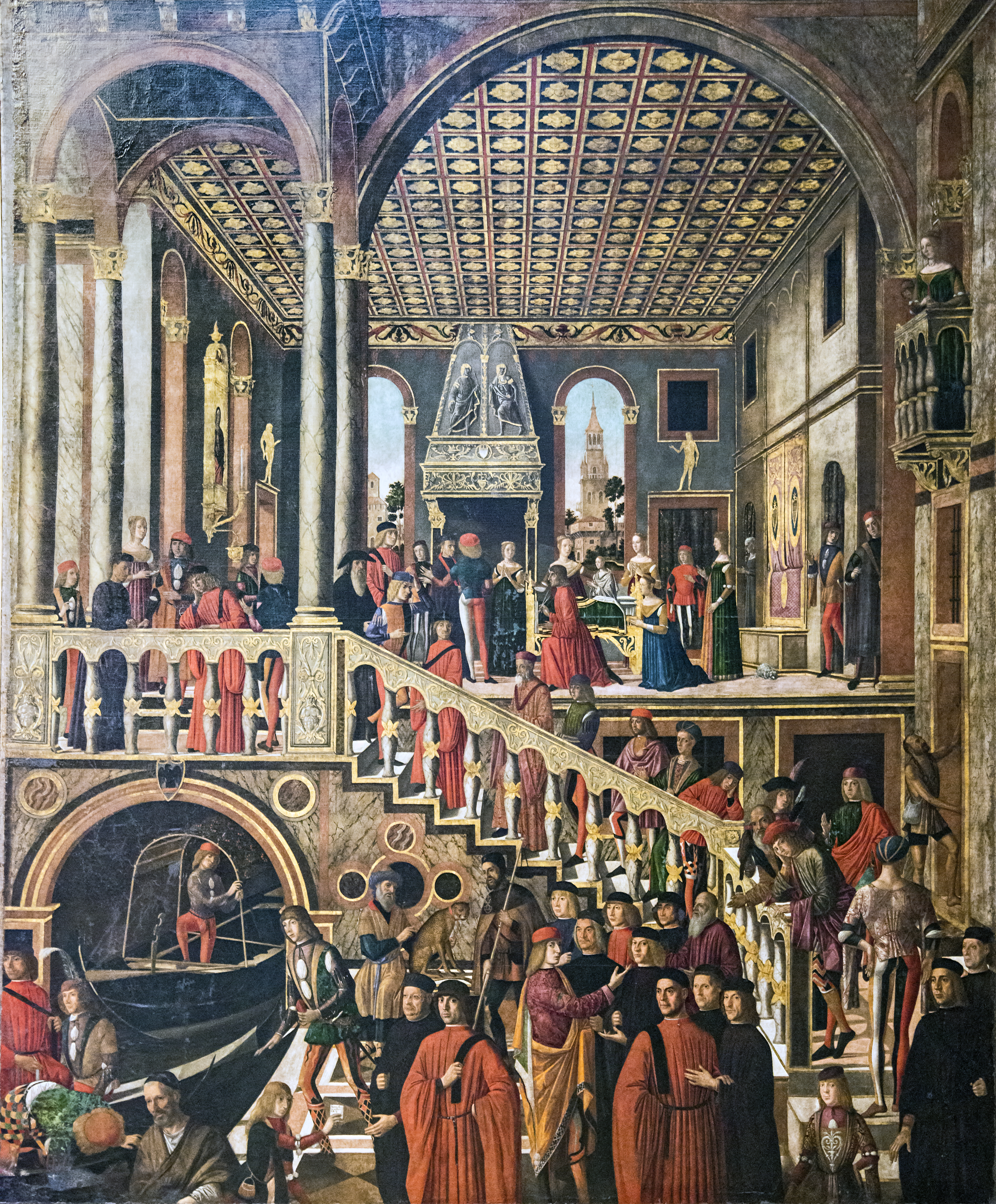
Giovanni Mansueti, Miracolosa guarigione della figlia di Benvegnudo de San Polo, 1501

#### Miracolosa guarigione della figlia di Benvegnudo da San Polo
Più maturo l'altro dipinto del Mansueti, la Miracolosa guarigione della figlia di Benvegnudo da San Polo eseguito cinque anni dopo. In passato, nonostante la corretta attribuzione del Ridolfi, era stato considerato opera di Lazzaro Bastiani, ora è universalmente assegnato al Mansueti. Si tratta probabilmente di uno dei dipinti eseguiti dopo la concessione da parte del Consiglio dei Dieci nel 1502 per l'iscrizione di altri cinquanta confratelli. La scena narra l'evento della improvvisa guarigione della bambina da un'infermità di cui soffriva già dalla nascita grazie al tocco di tre candeline che il padre, confratello della Scuola, aveva avvicinato alla reliquia. A fianco della fede belliniana dell'autore l'opera rileva un forte suggestione per i lavori del Carpaccio. Nonostante alcune rigidità nelle figure, l'ambientazione all'interno di un portico accuratamente descritto negli arredi e nei dettagli architettonici, la spazialità dei ritagli di paesaggio visibili attraverso le finestre e la vivacità dei costumi rendono la tela decisamente gradevole e interessante.

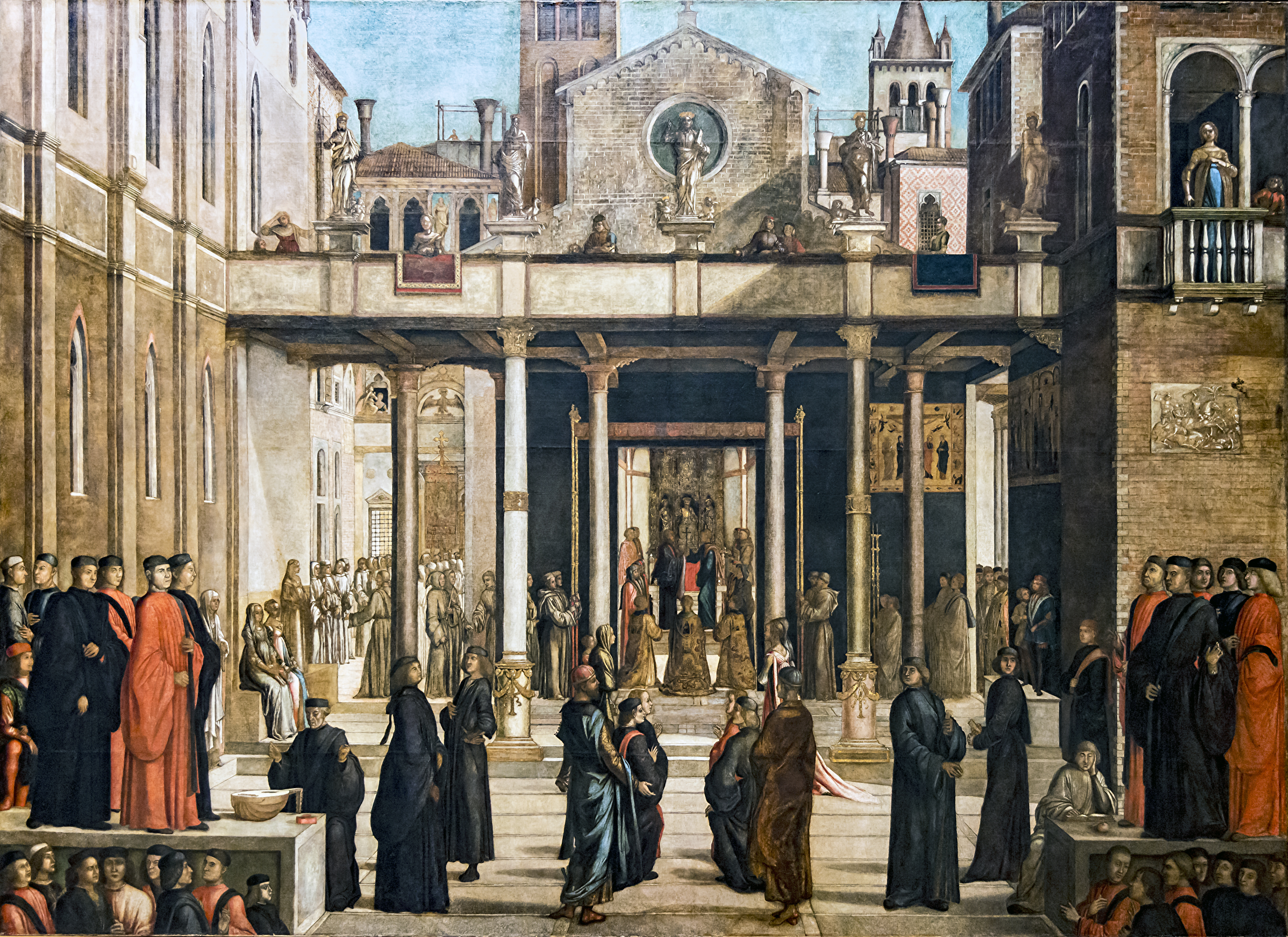
Lazzaro Bastiani, Offerta della reliquia della Croce alla Scuola Grande di San Giovanni Evangelista, 1496 circa

#### Offerta della reliquia della Santa Croce ai confratelli della Scuola di San Giovanni Evangelista
Particolarmente interessante per la descrizione dell'antica configurazione della Scuola e della chiesa di San Giovanni Evangelista è il dipinto di Lazzaro Bastiani Offerta della reliquia della Santa Croce ai confratelli della Scuola di San Giovanni Evangelista. In questo caso non viene ricordato un miracolo ma si raffigura la consegna della reliquia da parte di Philippe de Meziéres, Gran Cancelliere di Cipro, al Guardian grande Andrea Vendramin, episodio fondamentale nella storia della scuola. L'esecuzione puntigliosa ci presenta com'era la facciata della chiesa con il suo ampio portico terrazzato ora tutti coperti dalla ricostruzione dell'ospizio Badoer. In lontananza sono visibili edifici ora completamente ristrutturati e il campanile di San Stin con la sua cuspide a pigna attorniata da quattro gugliette a edicola, ora demolito assieme alla chiesa.

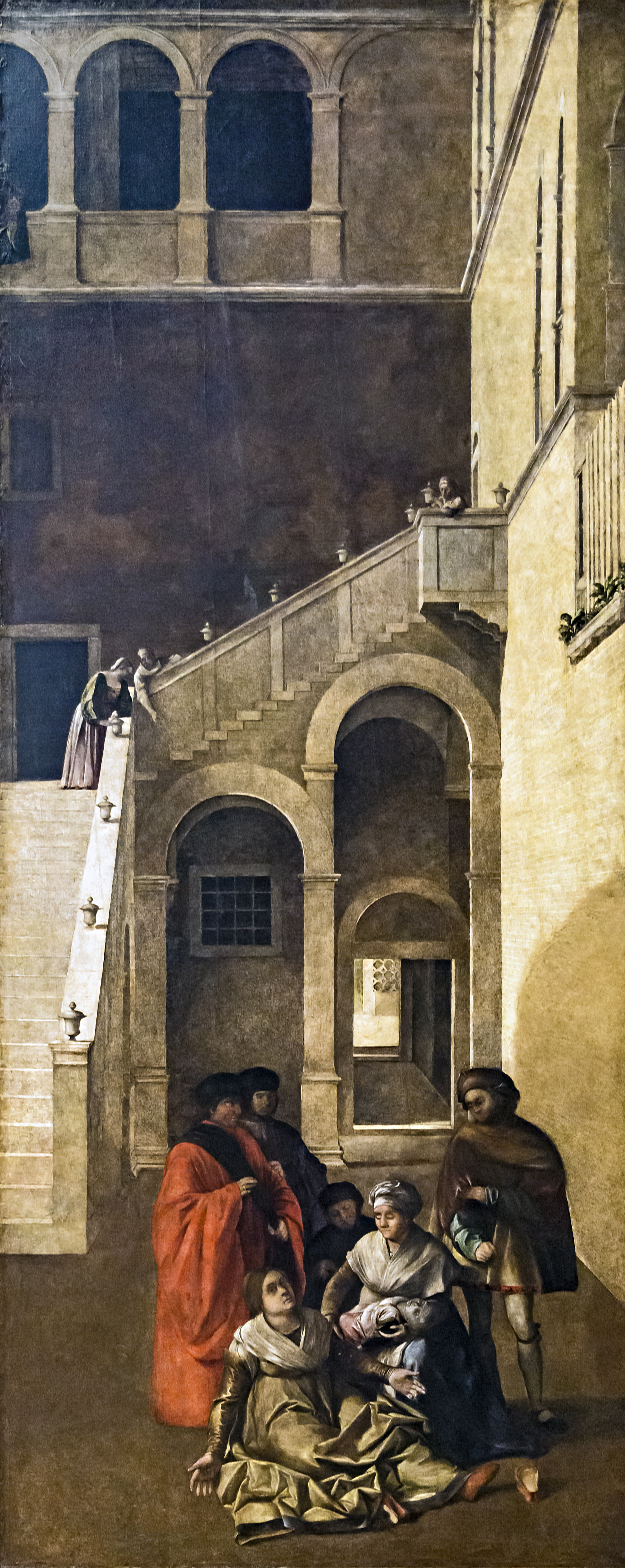
Benedetto Diana, Miracolo della reliquia della Croce, 1501 circa

A sinistra dietro al portico è visibile un'ampia porzione del setto d'entrata nel cortile della scuola: in questo caso l'artista ce lo presenta liberamente, non spoglio ma identico a come è visibile dall'esterno e con gli angeli adoranti ancora alati. Subito a sinistra si alza un corpo della scuola, quello che ospita la Sala della Croce con le raffinate finestre ad arco inflesso ma ovviamente senza le lunette della superfetazione barocca. Andando ancora più a sinistra è visibile il corpo corrispondente alla sala capitolare prima della ristrutturazione del Codussi ma già con degli oculi tondi sopra le finestre gotiche. La presenza di tracce di queste aperture, frutto di una soprelevazione effettuata nel 1495, è stata rilevata durante i restauri di fine Novecento. Dettaglio stabilisce una data post quem per l'esecuzione del dipinto. Che conferma le ipotesi di collocarne la datazione tra il 1996 e il 1500, periodo in cui il pittore allontanatosi dai modi muranesi e padovani si approssimò all'espressività di Gentile rimanendo comunque meno fantasioso e con qualche durezza di disegno.

#### Miracolo della reliquia della Santa Croce
Il soggetto del Miracolo della reliquia della Santa Croce di Benedetto Diana ci è noto grazie la Descrizione dei dipinti della scuola del 1787. Si tratta della guarigione del figlio del funzionario pubblico Alvise Finetti, precipitato da una finestra il 10 marzo 1480. Nella letteratura precedente, al di là delle valutazioni talvolta positive (come nel libro dello Zanetti del 1771), il tema rimaneva piuttosto incerto suggerendo anche il tema dell'elemosina poco attinente al resto del ciclo. Sicuramente si tratta della opera più tarda della serie, collocabile verso la fine del primo decennio del Cinquecento. Confermata dall'impostazione stilistica più "moderna" data dal pittore che, da allievo di Lazzaro Bastiani e vicino ai modi di Giovanni Bellini, qui appare anche lui coinvolto nelle suggestioni di Giorgione (soprattutto nell'abito e nella postura del personaggio in piedi a destra) o quantomeno del Lotto. L'ambientazione appare di pura fantasia, sebbene impegnata nella rappresentazione di uno spazio. Il dipinto risulta evidentemente tagliato e resta difficile capire di quali parti sia mutilo: mancano sicuramente buona parte delle rappresentazioni architettoniche e i numerosi ritratti e figure ricordati dal Boschini nel 1664.

### Tiziano Vecellio e bottega: il soffitto dellaSala dell'Albergo nuovo

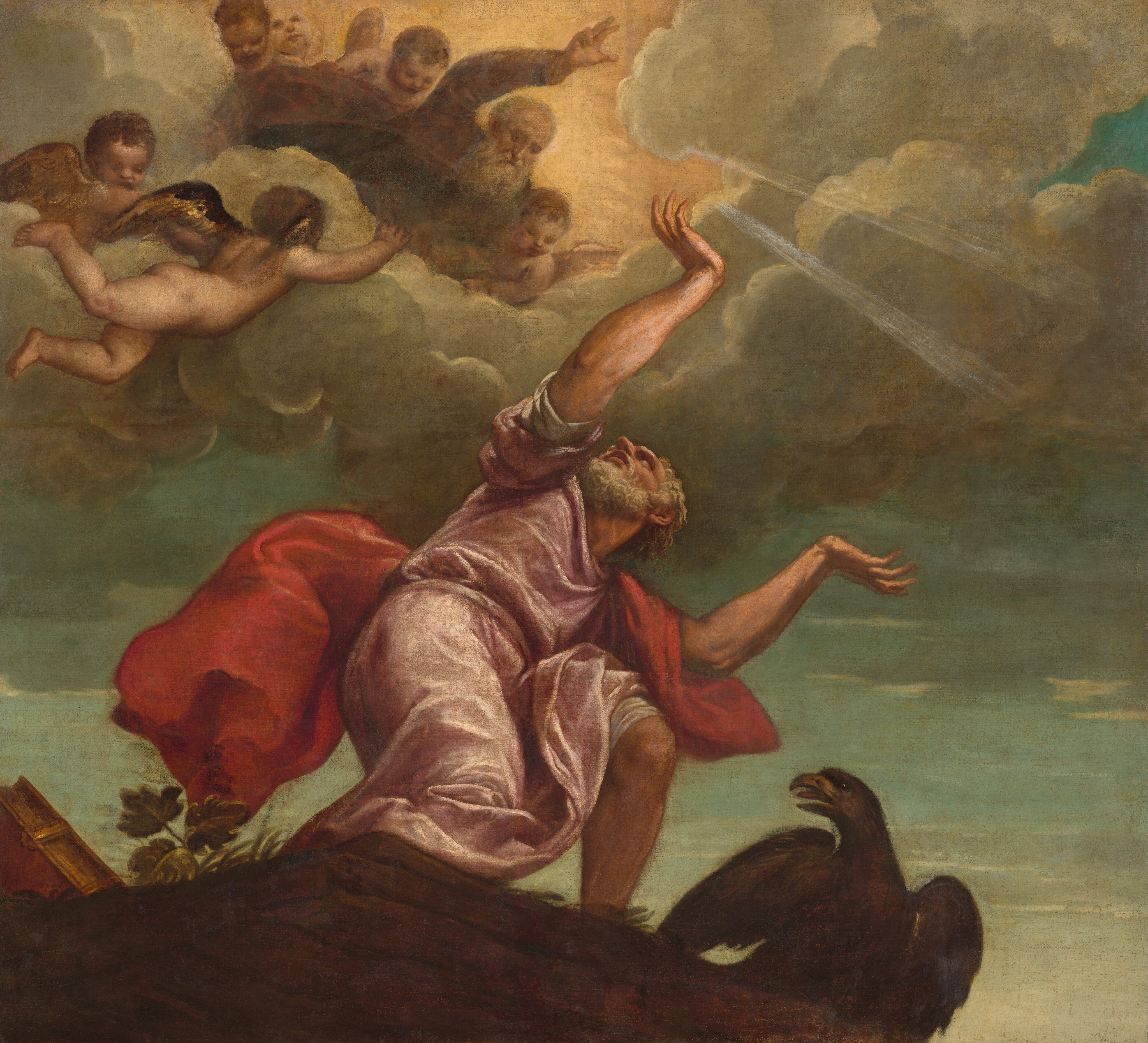
Tiziano Vecellio, San Giovanni Evangelista a Patmos, Washington, National Gallery of Art

Nel 1541 la Scuola iniziò i lavori di costruzione per una nuova Sala dell'Albergo che vennero conclusi nel 1544. Successivamente fu incaricato Tiziano per la decorazione del soffitto sul tema apocalittico San Giovanni Evangelista a Patmos. Il maestro li eseguì con l'aiuto della sua bottega riservando alla propria mano il pannello centrale lasciando forse solo parzialmente agli aiuti i numerosi pannelli disposti intorno a formare un quadrato. Sicuramente l'esecuzione fu successiva a quella del soffitto per Santo Spirito in Isola (ora nella sagrestia della basilica della Salute), ma la datazione precisa rimane incerta: la critica tende a collocare ambedue i cicli dopo il soggiorno romano dell'artista (1545-1546), e probabilmente anche dopo il viaggio ad Augsburg (1547), spostando l'esecuzione dei primo soffitto al 1549-1550, e quello della Scuola ai primi anni '50 del Cinquecento.
Nel 1806 Pietro Edwards decise di assegnare i dipinti del soffitto alle Gallerie dell'Accademia, e senza molte remore la struttura a cassettoni dorata che incorniciava le tavole venne demolita. Il dipinto centrale di Tiziano, fu giudicato «composizione spiritosissima di cui non rimane altro che una miserabile traccia, essendone stato prima distrutto e poscia vitupervolmente rifatto» e ancora «rovinatissimo e corroso dagli anni» e si decise di scambiarlo con una Deposizione di Bartolomeo Schedoni. Dapprima, nel 1818, fu acquistato da un collezionista torinese alla fine dell'Ottocento, e venne segnalato, nella stessa città, nelle disponibilità del conte d'Arache, poi se ne persero le tracce fino al 1954 quando la Fondazione Kress lo acquistò da Alessandro Contini Bonacossi, per poi donarlo alla National Gallery di Washington. Soltanto le tavole che erano poste a contorno rimangono, non esposte, alle gallerie veneziane. Tutte tranne una tavoletta con una coppia di cherubini, andata perduta.

La tela centrale ricorda la visione di Giovanni, esiliato da Domiziano a Patmos, che lo portò a scrivere il libro dell'Apocalisse: «Quello che vedi, scrivilo in un libro e mandalo alle sette Chiese». O più precisamente, come proposto da Panofsky, l'esatto momento in cui «udii dietro di me una voce potente, come di tromba, […]  mi voltai per vedere chi fosse colui che mi parlava». Giovanni è rappresentato di scorcio, come se stesse sulla cima di un monte assieme alla sua aquila, ma non con l'esatta visione che si avrebbe da terra bensì leggermente rialzata e arretrata in modo da avere una prospettiva immaginifica ma realistica e pienamente leggibile. Un espediente di compromesso che aveva già sperimentato per Santo Spirito e che diverrà una caratteristica delle pitture veneziane a soffitto. Molti hanno messo rappresentazione della figura dell'evangelista in relazione con quella dipinta dal Correggio assieme agli altri apostoli sul tamburo della cupola del duomo di Parma, opera sicuramente osservata direttamente da Tiziano nel 1543 (e precedente irrinunciabile nella prospettiva da sotto in su); altri hanno osservato la somiglianza della postura con quella del Padre Eterno nel riquadro della Separazione della luce dalle tenebre di Michelangelo alla Sistina o con il Momo della Sala dei Giganti di Giulio Romano e ancora con la Niobe del più giovane Tintoretto per il palazzo Pisani a San Paternian (ora alla Galleria Estense). Il dipinto, a partire da Francesco Sansovino, venne sempre storicamente attribuito a Tiziano, soltanto la figura del Padre Eterno, peraltro in una posizione della tela lesionata, pare ripassata da un seguace.

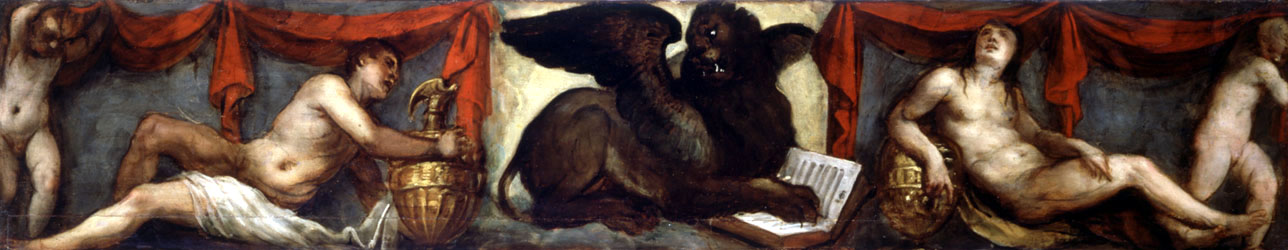
Tiziano Vecellio e aiuti, Simbolo di san Marco Evangelista, Venezia, Gallerie dell'Accademia

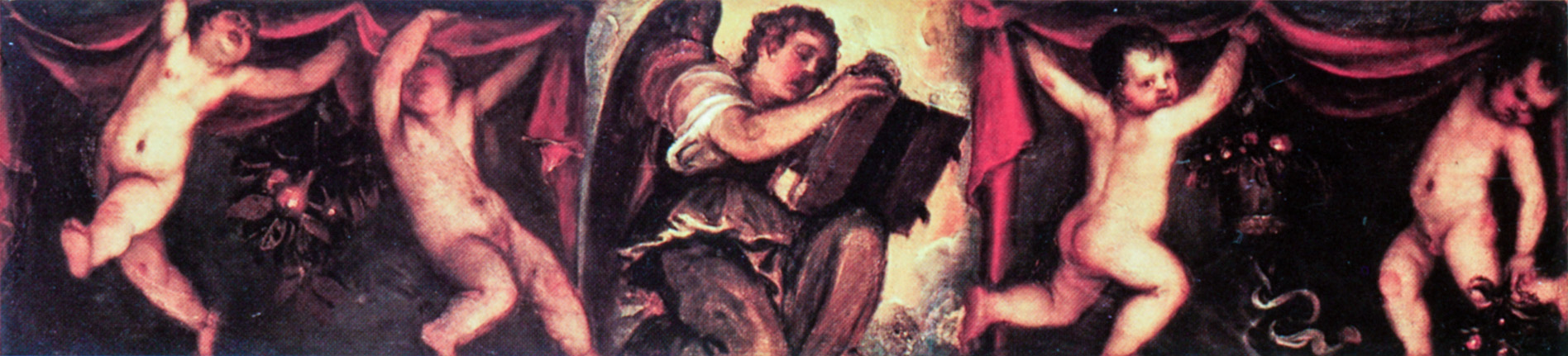
Tiziano Vecellio e aiuti, Simbolo di san Matteo Evangelista, Venezia, Gallerie dell'Accademia

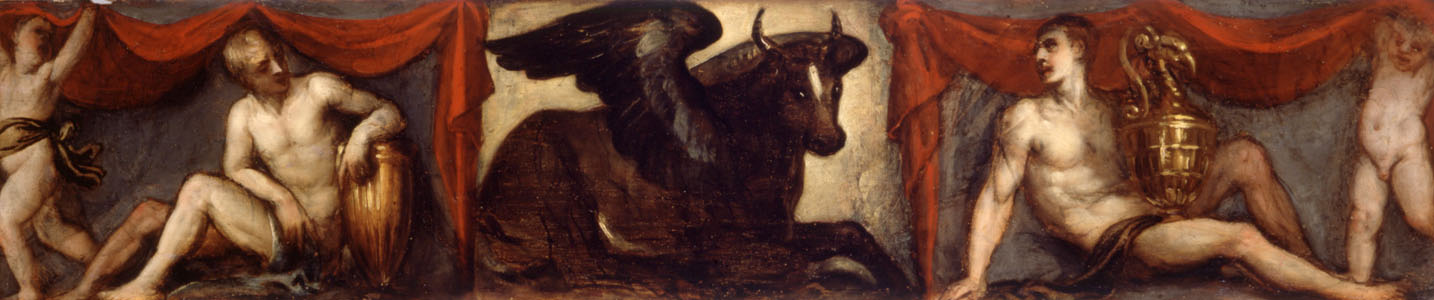
Tiziano Vecellio e aiuti, Simbolo di san Luca Evangelista, Venezia, Gallerie dell'Accademia

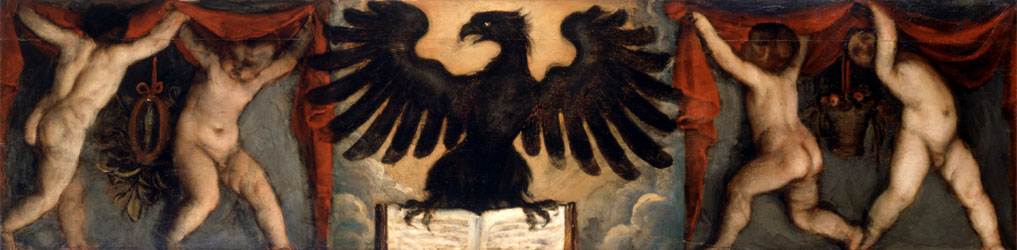
Tiziano Vecellio e aiuti, Simbolo di san Giovanni Evangelista, Venezia, Gallerie dell'Accademia

Nelle tavole a contorno Tiziano rinuncia gli effetti prospettici utilizzando il metodo dei cosiddetti «quadri riportati» più tipico del primo cinquecento. Si suppone però che l'intenzione fosse quella di creare un forte contrasto con il pannello centrale in modo da farlo apparire come uno sfondamento dello spazio limitato dal soffitto.
La differenza nell'esecuzione tra le tavole, e all'interno delle singole composizioni, per esempio nelle immagini dei simboli evangelici e nei putti o negli ignudi, fa pensare a qualche intervento diretto e correttivo di Tiziano sui lavori degli aiuti.
Non ci sono pervenute tracce della disposizione delle tavole, né dell'incorniciatura. Di quest'ultima è impossibile tentare una ricostruzione teorica, tuttalpiù si è tentato proporne l'ideazione al Vecellio e immaginare che gli intagli contenessero richiami ai concetti dipinti, ma non essendovi alcuna traccia nelle scritture della scuola si rimane nel campo delle suggestioni. Invece, per la disposizione sono state proposte almeno un paio di ipotesi. Secondo una ricostruzione presentata in occasione della mostra tizianesca del 1990, al centro dei lati del perimetro quadrato erano disposte le tavole con i simboli dei quattro evangelisti, affiancate ognuna da tavolette con una o due teste di cherubino e agli angoli erano quattro mascheroni con sembianze di satiro; al di fuori di questo perimetro e centrate a croce sui quattro lati erano quattro maschere con sembianze femminili.
Resta tema di ipotesi anche il senso piuttosto criptico di questi dipinti in relazione al tema apocalittico. Indubbiamente i simboli degli evangelisti corrispondono ai «quattro esseri viventi» della visione di Giovanni, le anfore dorate tenute dagli ignudi accanto ai simboli di Luca e Marco potrebbero riferirsi alle «coppe d'oro colme dell'ira di Dio». Altrettanto plausibile è la scelta dei putti a contrasto con le teste di satiro per rappresentare la lotta tra il bene e il male, così come le quattro teste femminili (due con espressione serena e due sofferente) potrebbero rappresentare la lotta tra la città di Dio e la terrestre Babilonia.

Bisognerà attendere una trentina d'anni prima che Palma il Giovane si occupasse di integrare la tematica apocalittica della sala con le tele ancora presenti in situ.

Alcune delle tavolette minori poste a contorno, Venezia, Gallerie dell'Accademia
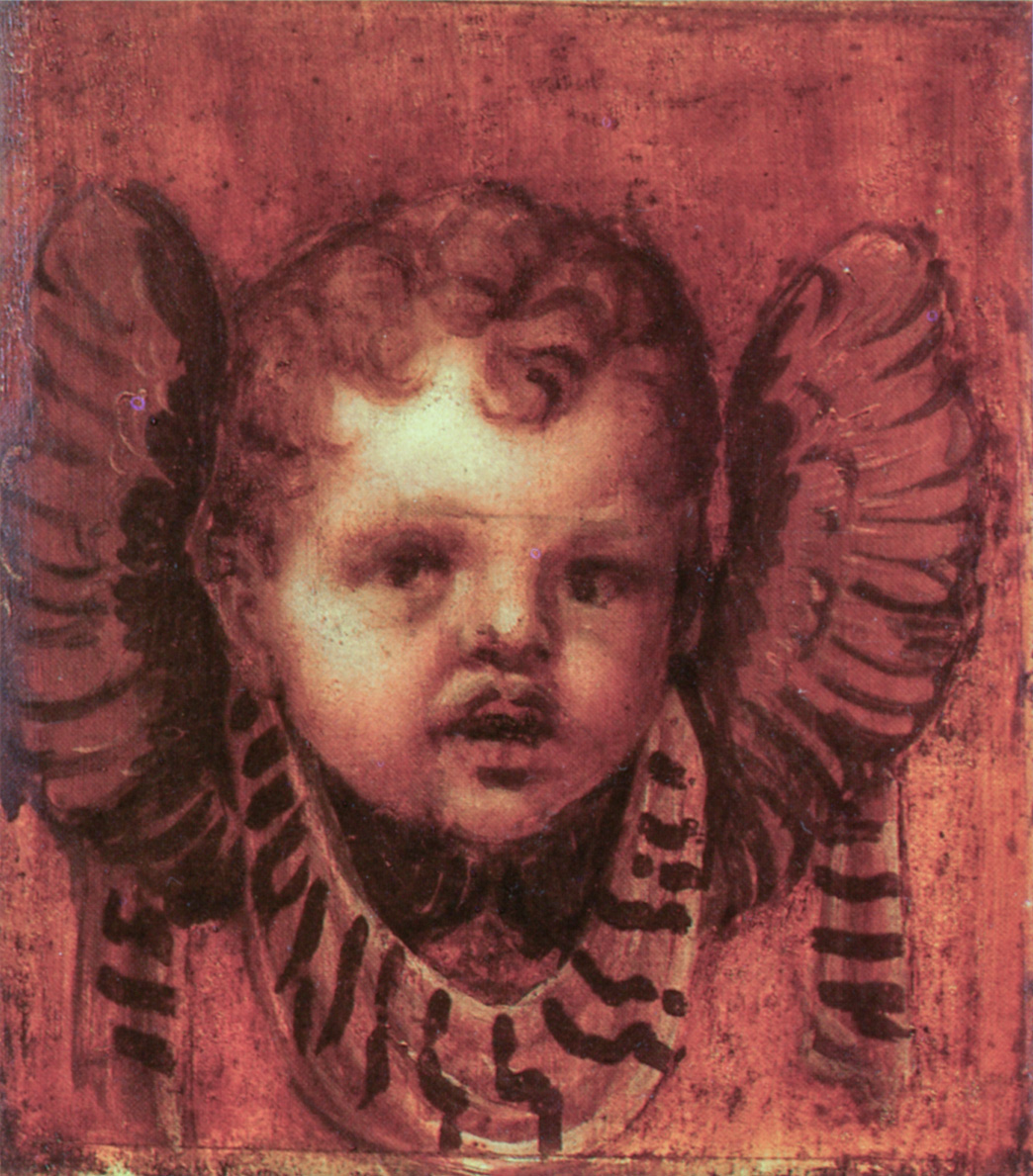
Cherubino
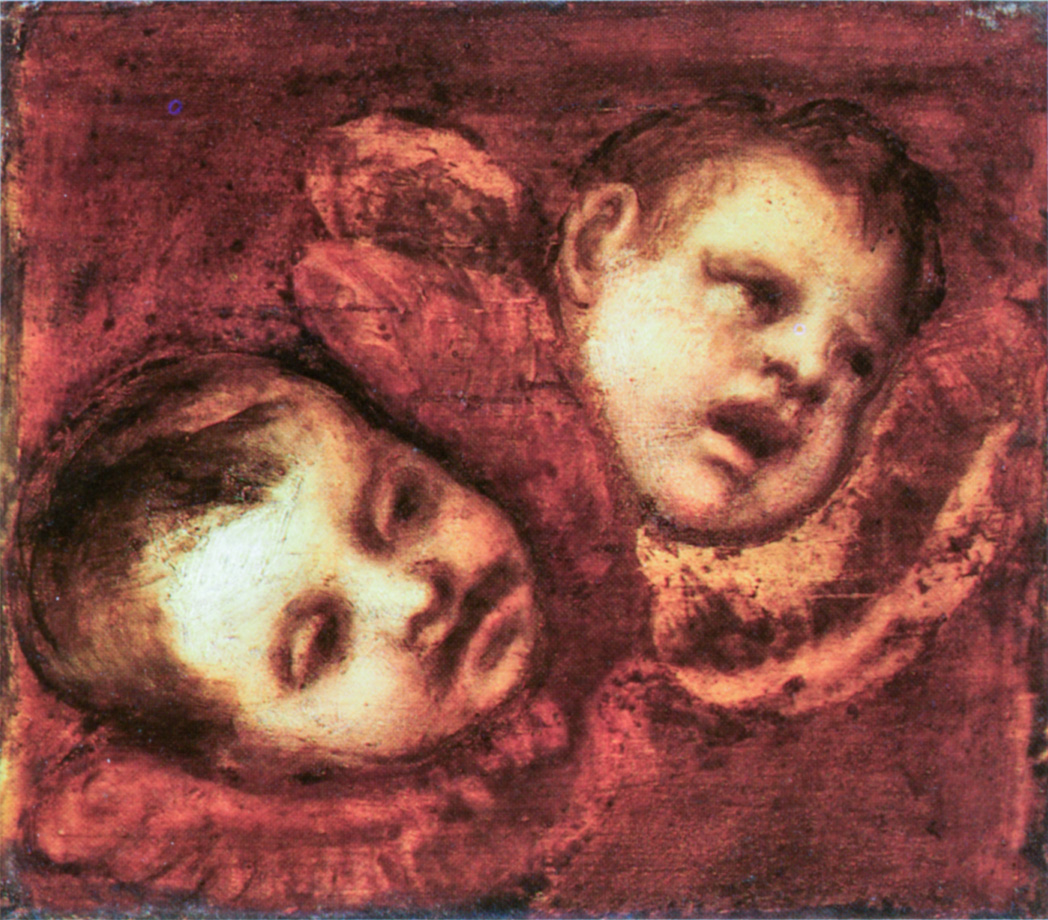
Coppia di cherubini
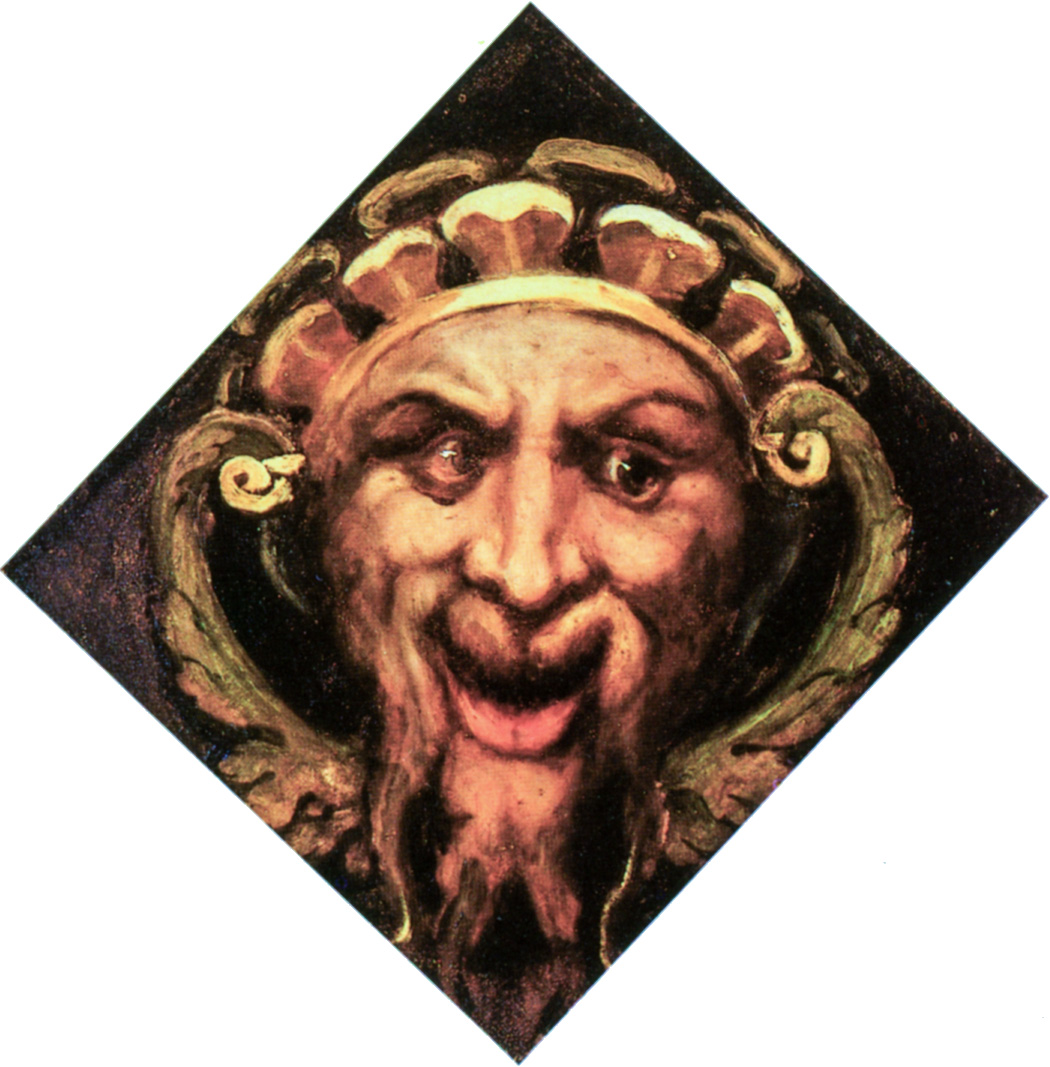
Mascherone di satiro
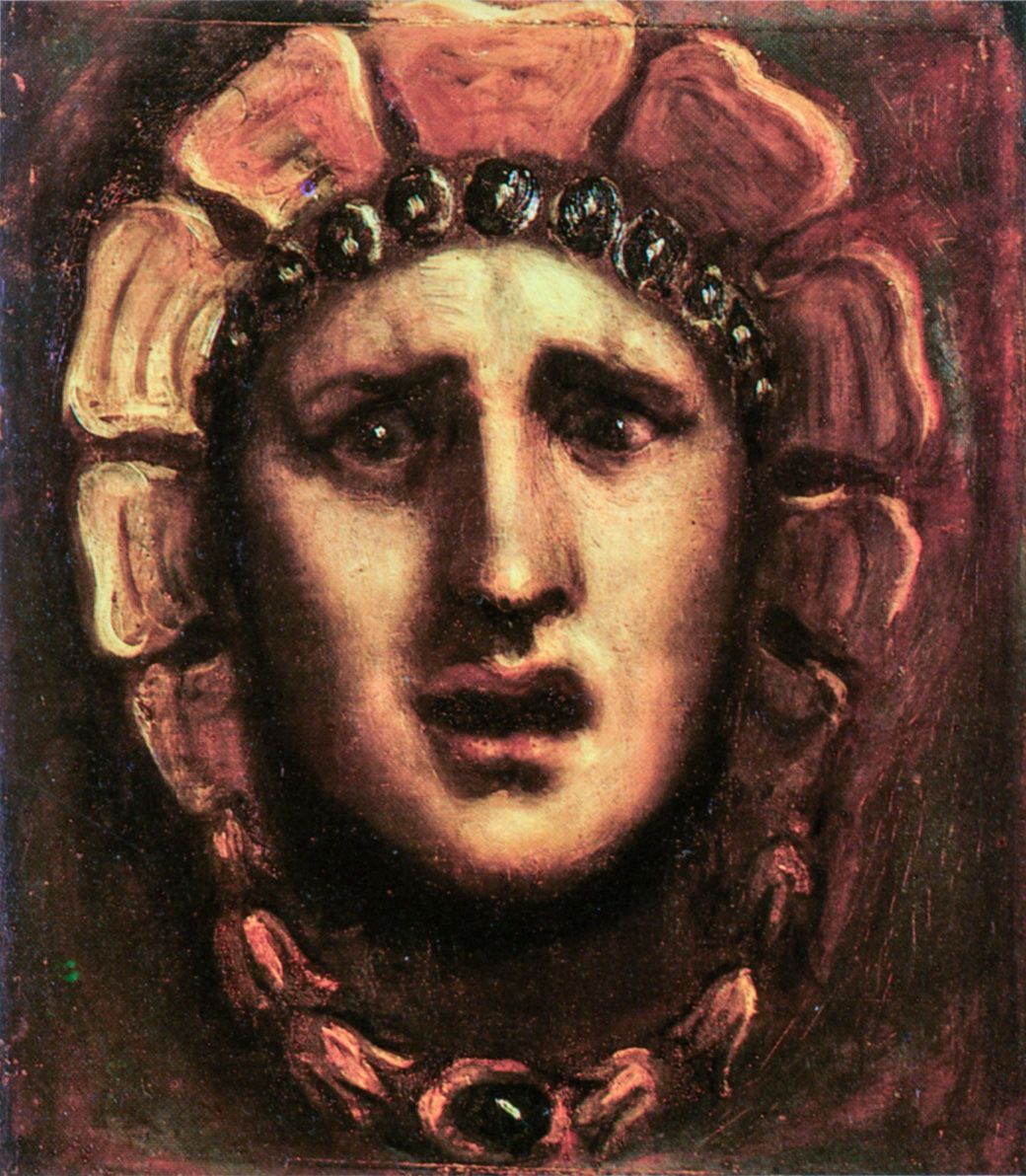
Maschera femminile

### La chiesa
Nel campiello, di fronte alla Scuola, è stata eretta la chiesa dedicata a San Giovanni Evangelista. La chiesa, fondata nel 970 come cappella privata della famiglia Badoer, conserva un prezioso organo del 1760 di Giovanni Battista Piaggia, recentemente oggetto di un delicato restauro, la cui struttura è dovuta all'architetto Giorgio Massari. Nel corso dei secoli la chiesa si è arricchita di preziose opere d'arte tra le quali ricordiamo La crocifissione di Domenico Tintoretto, l'Ultima Cena di Jacopo Marieschi, San Giovanni Evangelista di Pietro Liberi.
L'adiacente cimitero, dove venivano sepolti i confratelli, rappresenta un raro luogo di sepoltura coperto, che già compare in un dipinto di Lazzaro Bastiani alla fine del XV secolo.

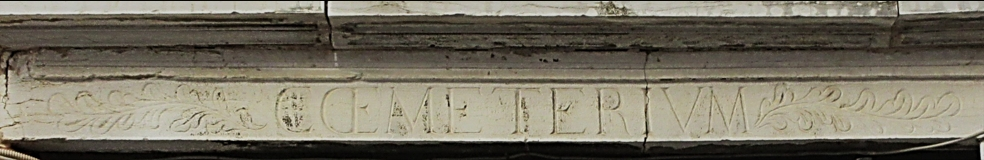
Cimitero della Scuola Grande San Giovanni Evangelista posto a lato della chiesa